# Architecture de la Suisse
Par architecture de la Suisse sont considérées les constructions situées en Suisse ainsi que celles issues de l'activité de Suisses à l'étranger.
Les constructions présentes sur le territoire de la Suisse actuelle sont de différentes périodes historiques dont on a des traces à partir du Néolithique puis, entre le Ier siècle et le IVe siècle, les premières colonies romaines militaires, notamment celles de Colonia Iulia Equestris et de Colonia Augusta Raurica. Au Moyen Âge se développe le christianisme. Les premiers édifices religieux sont établis aux environs de 350 à Genève et en 381 en Octodure. L'abbaye territoriale de Saint-Maurice d'Agaune est fondée en 515. Les familles dynastiques assurent leur domination par les châteaux forts. De nouvelles villes apparaissent après le premier millénaire de l'ère chrétienne et se multiplient à la fin du XIIe siècle et surtout au XIIIe siècle. Les habitations privées, en pierre, deviennent plus fréquentes à partir du XIVe siècle. La maison paysanne, tantôt en bois, tantôt en pierre, varie, dans son architecture, selon les espaces naturels (Alpes, plateau et Jura). Au XIXe siècle, la révolution industrielle transforme profondément les villes et le mode de vie de leurs habitants : les anciennes enceintes défensives et les portes urbaines sont abattues. 
Les ingénieurs constituent une nouvelle élite, chargée de développer les communications (routes, navigation à vapeur, chemins de fer) et de diriger de grands travaux d’assainissement. En Suisse romande, Guillaume Henri Dufour, Adrien Pichard et Ignace Venetz comptent parmi les premiers ingénieurs cantonaux chargés de ce type de travaux (aménagement urbain, routes et ponts). Après l’ouverture de l’École spéciale de Lausanne (fondée en 1853, première école d’ingénieurs en Suisse romande), le Polytechnicum de Zurich est inauguré en 1855. Le directeur de cette dernière institution, Gottfried Semper, y enseigne l'architecture et marquera le secteur du bâtiment public par son style néo-classique.
De nombreux architectes originaires de la Suisse méridionale ont pratiqué la Renaissance et le baroque en Italie et en Europe : Pietro Antonio Solari, Pietro Lombardo, Domenico Fontana, Carlo Maderno et Francesco Borromini par exemple. Au XXe siècle, Le Corbusier architecte originaire de La Chaux-de-Fonds, est l'un des principaux représentants du mouvement moderne. Organisé par Le Corbusier, Hélène de Mandrot, et Sigfried Giedion, le tout premier congrès international d'architecture moderne (CIAM), s'est constitué en Suisse au château de La Sarraz en juin 1928. Au début du XXIe siècle de nombreux architectes suisses ont une réputation internationale : Mario Botta, Diener & Diener, Herzog & de Meuron, Peter Zumthor entre autres. Certains, comme Bernard Tschumi, font leur carrière à l'étranger.

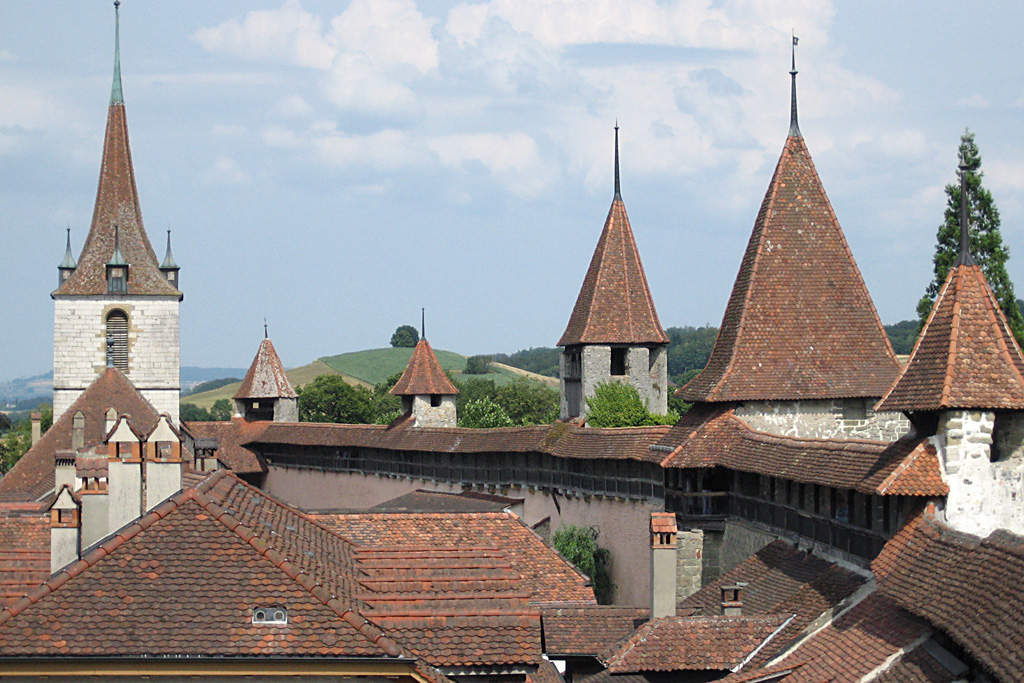
Le mur d'enceinte de Morat.

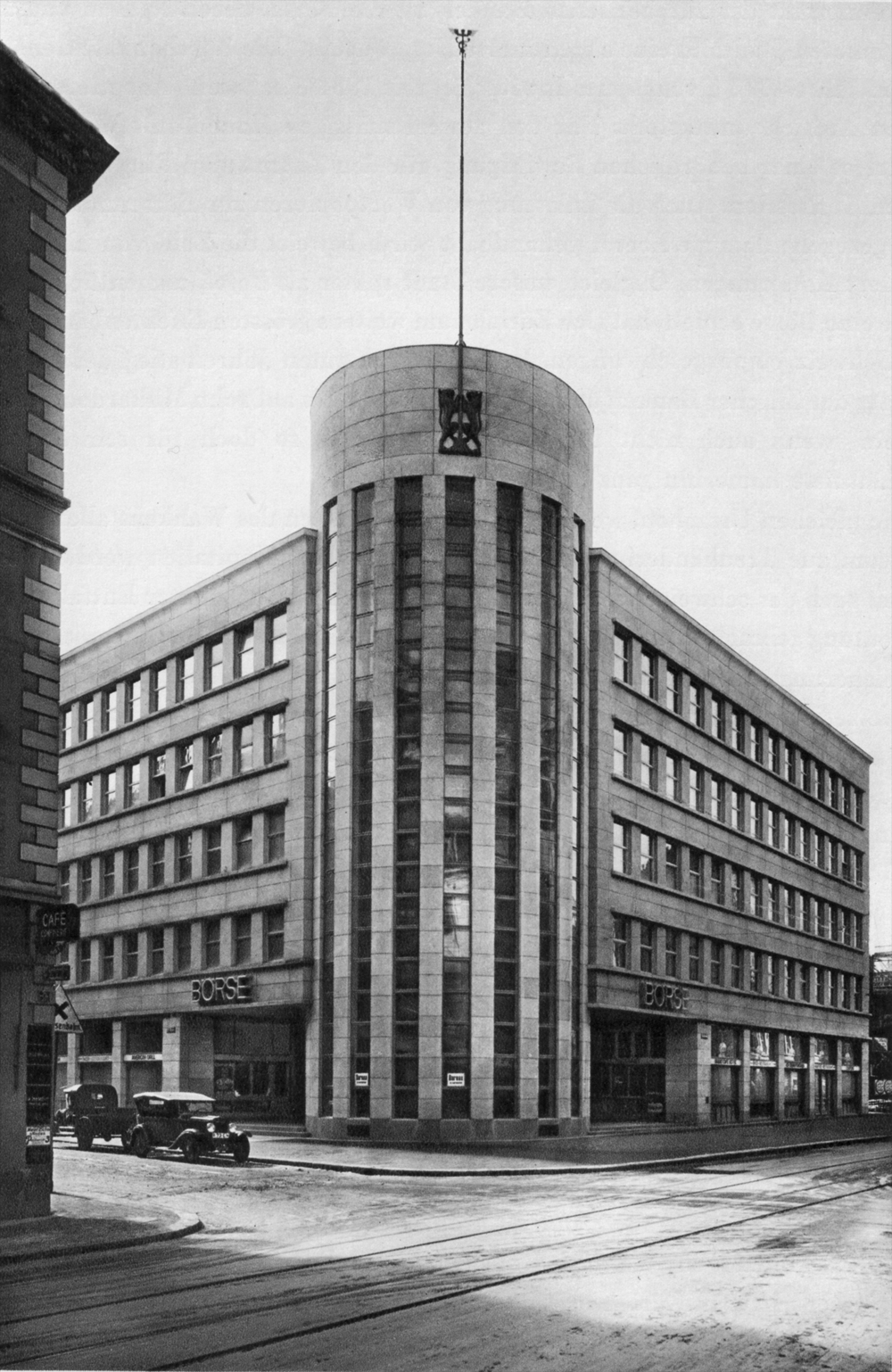
La bourse de Zurich (1930).

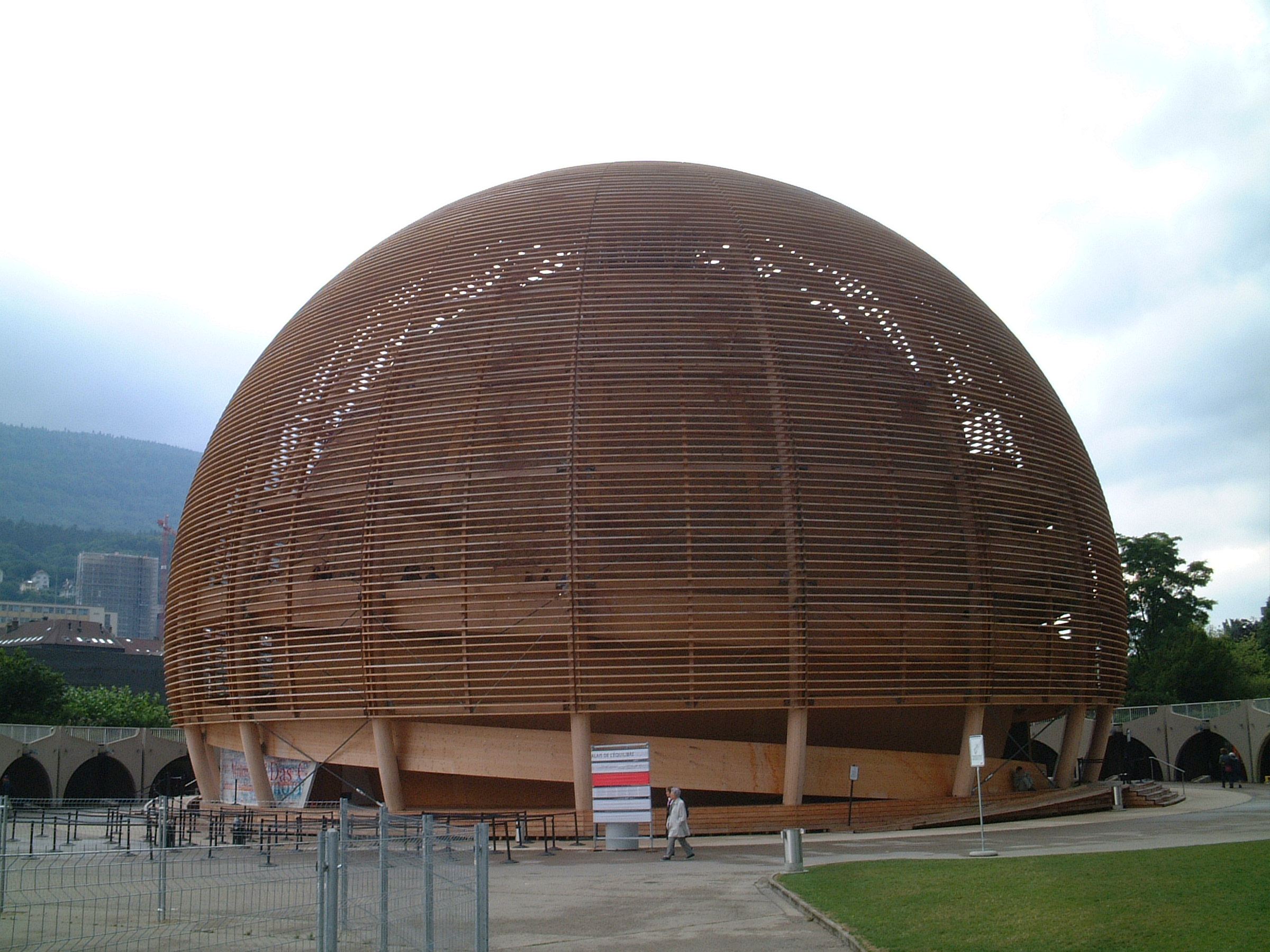
Construction pour l'Expo'02.

## Protohistoire

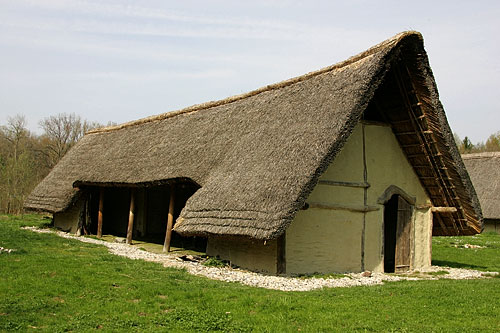
Village lacustre néolithique de Gletterens

Durant le Néolithique, les populations du plateau suisse pratiquent déjà l’agriculture. Les villages sont construits près des lacs et des cours d'eau et formés de maisons rectangulaires en colombage avec des murs formés d'entrelacements de branches et revêtus de torchis. On a relevé la présence de planchers en bois et de très nombreux pieux, ainsi que de palissades entourant les villages. En raison des innombrables palafittes découverts lors des fouilles archéologiques du XIXe siècle, on a cru que les villages préhistoriques étaient construits sur de vastes plates-formes surplombant les flots. Ceci a donné naissance au concept de cité lacustre. Les recherches du XXe siècle démontrent cependant que cette notion est erronée, car ces constructions ne se trouvaient pas constamment sur l'eau, mais sur des terrains inondables. Ces maisons sont par conséquent construites sur des planchers rehaussés afin de se protéger des crues. Les historiens utilisent dorénavant le terme de « villages littoraux ».
Parmi ces populations, la culture de Cortaillod s'établit sur les rives du lac de Neuchâtel, entre 4500 et 3500 av. J.-C. et laisse de nombreux vestiges qui ont été découverts sur et à proximité de la commune de Cortaillod. En Suisse centrale, on trouve la civilisation d'Egolzwil et à l'est la civilisation de Pfyn, entre 3700 et 3500 av. J.-C., qui est à l'origine de la culture de Horgen au bord du lac de Zurich.
Des villages préhistoriques se trouvent également dans les régions montagneuses des Grisons et Valais.
À l'âge du bronze, entre 1800 et 750 av. J.-C., on trouve au bord des lacs de Hallwyl et de Zoug des constructions faites avec des troncs équarris de conifères (madriers) et les villages protégés par des fossés et remblais (dans le Fricktal par exemple).

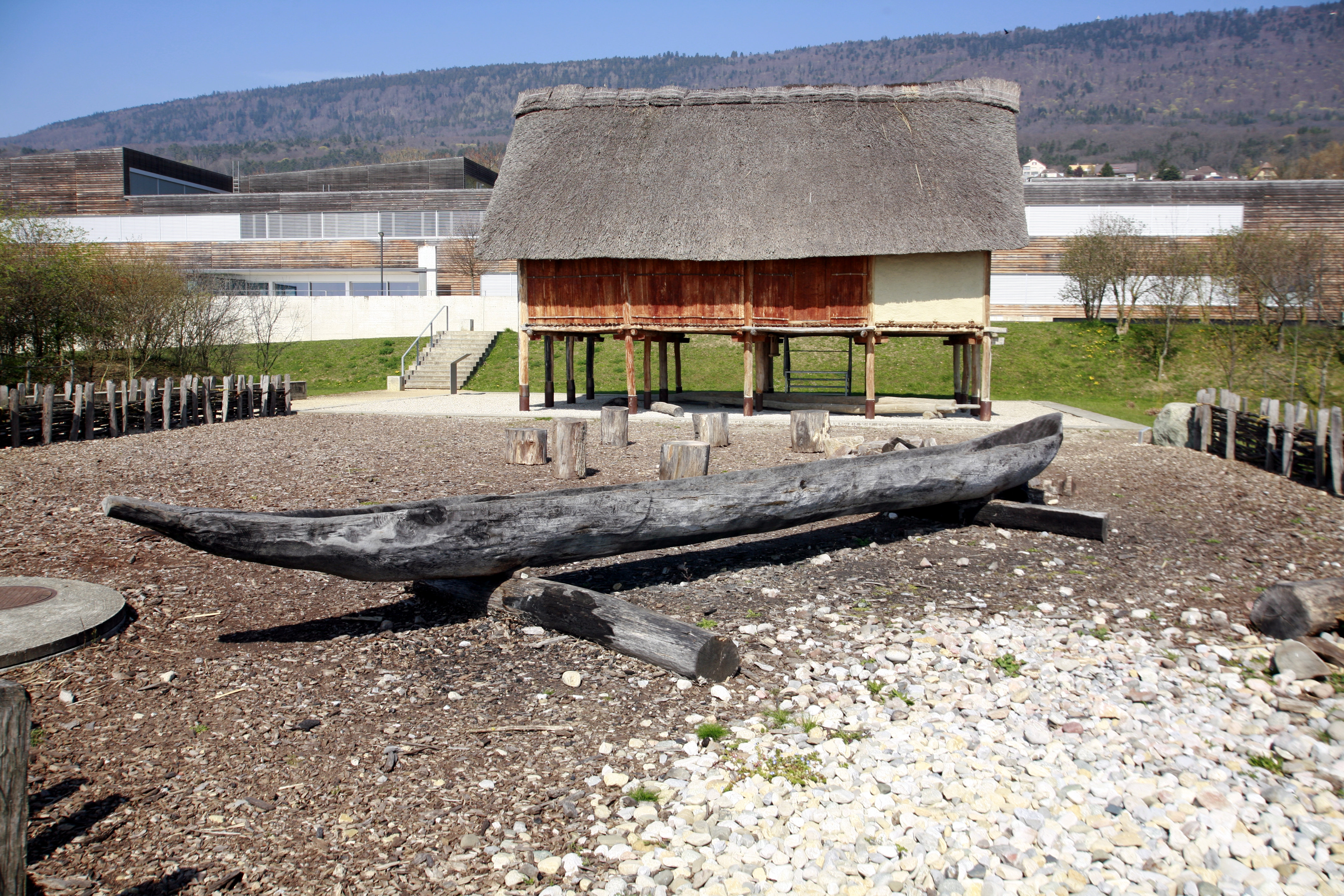
Reconstitution d'une maison de pêcheur avec embarcation au Laténium

La civilisation de La Tène se développe pendant la période comprise entre 480 et 30 av. J.-C. ; elle tire son nom des fouilles archéologiques à l'extrémité orientale du lac de Neuchâtel, visibles au Laténium. De nombreuses tribus celtes se fixent sur le plateau suisse. Les premiers centres de type urbain, les oppida (Oppidum), présentent une organisation en quartiers, avec des spécialisations artisanales (forgerons, céramistes entre autres), la production de la monnaie, des espaces à vocation cultuelle et des sanctuaires. Ces oppida sont fortifiés par un puissant rempart de terre armée de bois et de parements de pierre sèche. Parmi ces peuples, les Helvètes, installés sur le plateau suisse à partir de 100 av. J.-C., quittent leur territoire en 58 av. J.-C. pour fuir les Germains et, avant de partir, brûlent leurs villes. On estime qu’il y en avait une douzaine. Les principaux vestiges d'oppidums connus se trouvent sur la presqu'île de l'Enge à Berne (Brenodurum) et sur le site de la Gasfabrik à Bâle.

## Période romaine

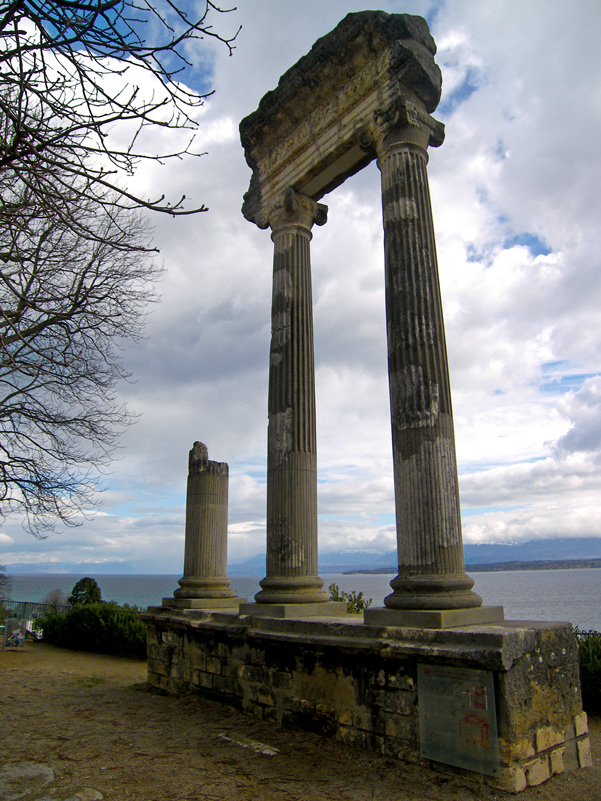
Colonne romaine à Nyon.

La période romaine va durer du Ier siècle av. J.-C. au IVe siècle. Les premières colonies militaires de Colonia Julia Equestris, basée à Nyon et de Colonia Augusta Raurica marquent le début de la romanisation du territoire, rattaché à la province romaine de Gaule belgique. Les Romains fondent ensuite Vindonissa et surtout Aventicum qui devient progressivement la capitale de l’Helvétie romaine, ainsi que son centre politique, religieux et économique au début du IIe siècle. Aventicum était alors tracée selon un plan en échiquier avec des quartiers (insulae), de 75 × 110 m environ. Deux rues principales de 9 mètres de largeur se croisent perpendiculairement et d'autres rues moins larges séparent les 48 quartiers. La ville est dotée d’un forum, d’une grande place publique et de thermes. Les premières maisons, datées de l'époque de Tibère (début du Ier siècle), mêlent armatures de bois et pans de terre. Certains quartiers sont rebâtis en pierre, tandis que d'autres sont construits en bois et en briques crues et parfois ornés de peintures de qualité. Les seuils et colonnes sont souvent en molasse,.

## Moyen Âge

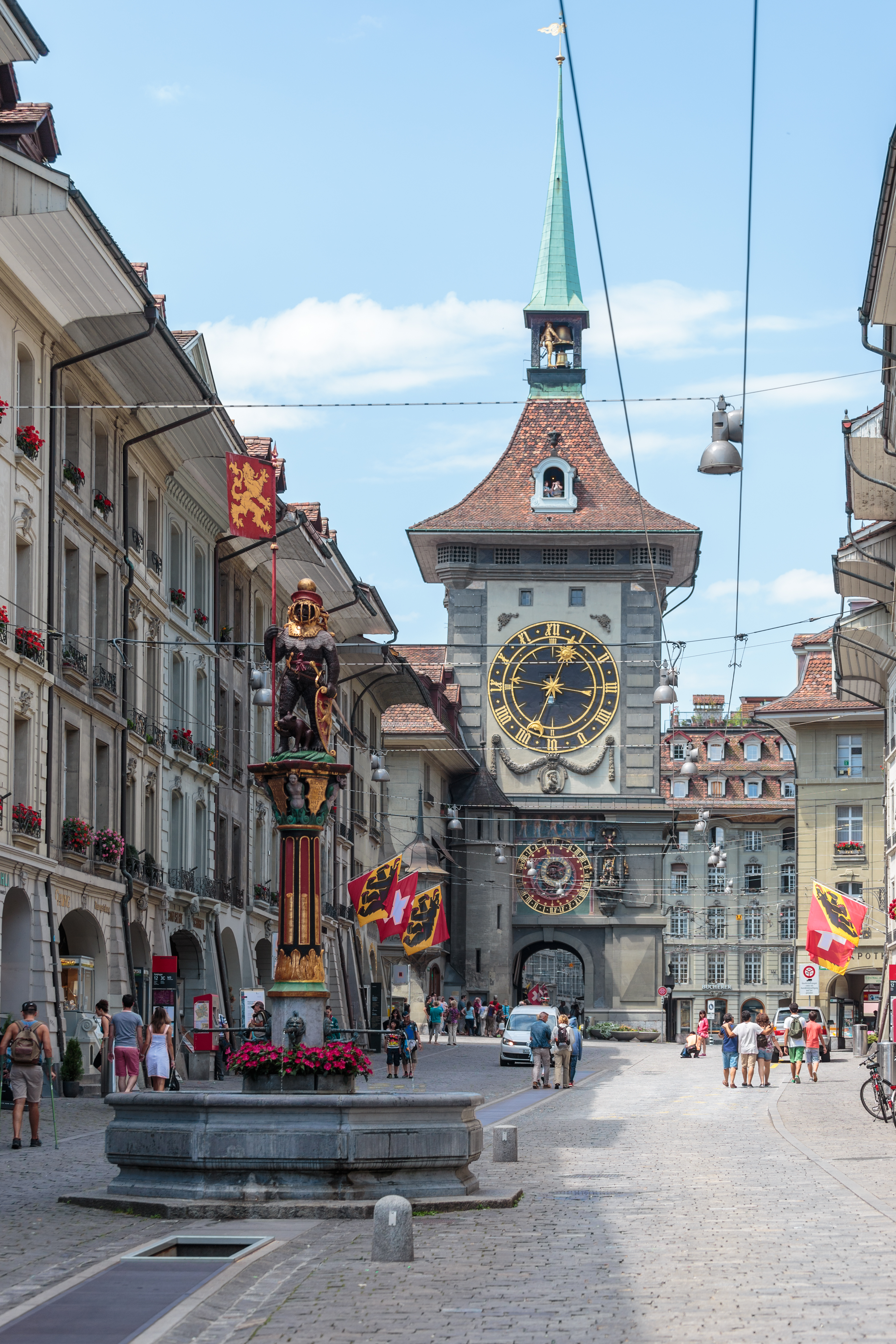
La Kramgasse de Berne avec la Zytglogge et une fontaine au premier plan

À la suite de l'abandon du limes par l'Empire romain en 260, les Alamans (païens) et Burgondes (déjà chrétiens) se partagent le territoire sauf le Tessin et la Rhétie qui restent sous influence romaine. Entre le VIe siècle et le VIIe siècle, le territoire suisse passe en main des Francs qui développent le christianisme.
À partir de 1033 et le rattachement du royaume de Bourgogne, la totalité du territoire suisse fait partie du Saint-Empire romain germanique où l'ordre hiérarchique  repose sur un système féodal.
Les Burgondes construisent les palais et les églises en pierre alors que les maisons d'habitation sont en bois. Les Alamans, quant à eux, s'installent dans des maisons en bois dans des villages ou fermes isolées en évitant les villes romaines et chrétiennes. Avec les Carolingiens, au VIIIe siècle, apparaissent les premiers châteaux et palais.
Des agglomérations telles que Zurich, Saint-Gall, Payerne et Schaffhouse s'organisent autour des palais royaux et des cloîtres favorisent l'établissement d'artisans et des marchés. Elles furent élevées au rang de ville. Le commerce transalpin suivant le Rhin et le San Bernardino, les agglomérations de Coire (station de douane au Xe siècle), Constance, Stein, Schaffhouse et Bâle ont reçu les privilèges accordés aux villes au XIe siècle.
Les principales familles dynastiques sont les Lenzboug, les Kybourg, les Zähringen, les Habsbourg, les Savoie, les comtes de Frohburg, de Neuchâtel, de Rapperswil, du Toggenbourg et de Werdenberg ainsi que les seigneurs de Sax. Les évêques et les supérieurs d'abbayes sont alors également de puissants suzerains.
De nouvelles petites agglomérations urbaines, fondées par ces familles dynastiques, apparaissent au XIIe siècle. Elles sont situées de préférence aux points de jonction de grandes routes, aux endroits contrôlant les cours d'eau, dans une boucle de rivière ou au bord d'un lac. Fribourg (1157), Morat (1170) et Berne (1191) sont fondées par les Zähringen. Les Frohburg fondent Liestal, Olten et Aarburg notamment. Les Kybourg fondent Diessenhofen (1178), Aarau (1240) et Lenzburg (1240) par exemple. Les Habsbourg fondent Baden et Bremgarten. Les Savoie fondent Aigle (1231), Morges (1286), Rolle (1319), Romont et Yverdon. Les évêques de Bâle fondent Bienne, Laufon, Porrentruy, Saint-Ursanne et La Neuveville. Les évêques de Constance fondent Bischofszell et Neunkirch. Par la suite, les villes tentent d'obtenir l'immédiateté impériale afin de pouvoir disposer d'elles-mêmes.
À partir du XVe siècle il y a peu de villes nouvelles. La plus importante est Bâle avec 15 000 habitants.

### Édifices religieux

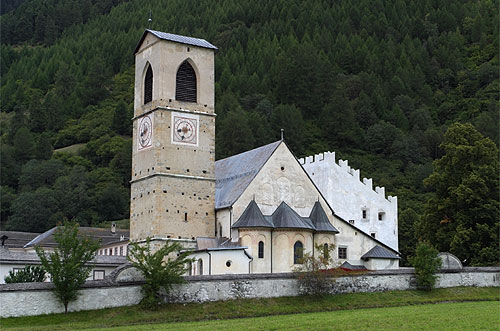
Le couvent bénédictin de Saint-Jean-des-Sœurs

Cathédrale de Bâle

La stabilité apportée par les Francs permet d'étendre la christianisation aux campagnes. Les limites entre les diocèses sont progressivement fixées permettant la construction des premiers édifices chrétiens sur le territoire de la Suisse à Genève (en l'an 350 environ), à Octodurus (en l'an 381).
Les premiers monastères sont l'abbaye territoriale de Saint-Maurice d'Agaune (fondée en 515) et le couvent de Saint-Gall (613) où, à l'époque de Gall, les maisons des moines se groupaient alors en désordre autour de l'église. On trouve ensuite l'abbaye de Moutier-Grandval (640) et l'abbaye d'Einsiedeln (934). Avec la période carolingienne, les édifices sont monumentaux. Parmi ceux-ci, on peut trouver le couvent bénédictin de Saint-Jean-des-Sœurs (780), la cathédrale de Bâle (entre 805 et 823) avec ses deux tours ou l'abbaye de Saint-Gall avec sa bibliothèque (820-830).
L'architecture romane est présente en Suisse occidentale et en Valais avec, notamment, l'abbatiale de Romainmôtier, le monastère de Payerne (965). Les cisterciens construiront l'abbaye d'Hauterive (1138) et celle de Bonmont.
Avec l'architecture gothique les villes se dotent de cathédrales symboles de puissance, comme celles de Genève, Lausanne, Fribourg ou Berne.

La porte de Spalen à Bâle

### Châteaux forts et fortifications

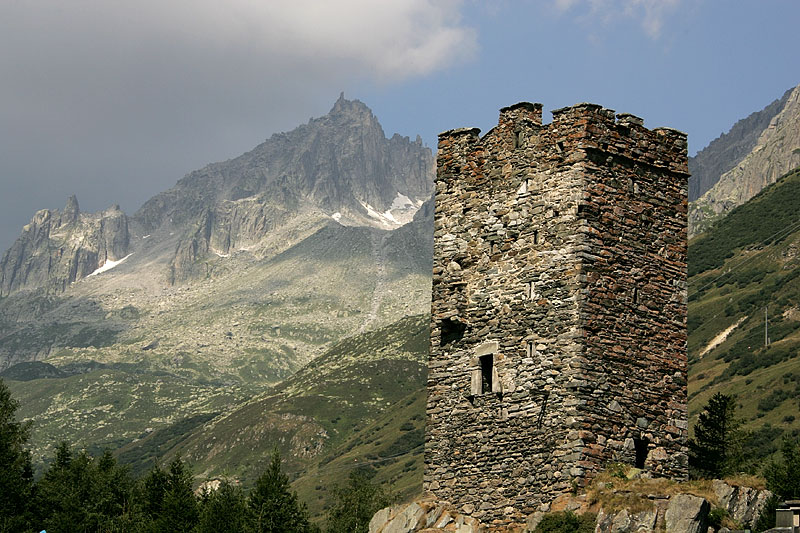
La tour d'habitation du Hospenthal

Les familles dynastiques assurent leur domination par les châteaux forts qui servent à la fois d'habitation et de moyen de défense. Leurs emplacements sont choisis selon des considérations de position stratégique ou de la possibilité de surveiller le paysage environnant ; par exemple le château de Nidau est au bord d'une route, celui de Chillon entouré d'eau, celui de Lenzbourg sur une hauteur et le château de Mesocco est dressé sur un promontoire rocheux, barrant une vallée.  
La forme la plus simple du château est la tour d'habitation isolée comme au Hospental. Seuls quelques grands châteaux possédaient un immeuble d'habitation avec salle et chapelle indépendante comme les châteaux de Berthoud, Chillon, Kybourg ou Mesocco.
La noblesse ne parvenant pas à s'imposer durablement, la plus grande partie du millier de châteaux que comptait la Suisse date du XIe siècle et de la première moitié du XIIe siècle. À partir du XIVe siècle, le pouvoir passe progressivement des seigneurs féodaux aux villes. Les châteaux sont démantelés, rénovés ou transformés. Chillon voit ses tours surélevées après 1375, le château de Lucens est reconstruit en 1476, le château de Neuchâtel est agrandi dans un style baroque. Les fortifications de la ville de Bellinzone sont renforcées par une muraille et de nouveaux châteaux, constitués entre les XIIIe et XVe siècles complètent le Castelgrande (Xe et XIe siècles). Cet ensemble est inscrit au patrimoine de l'humanité de l'UNESCO.

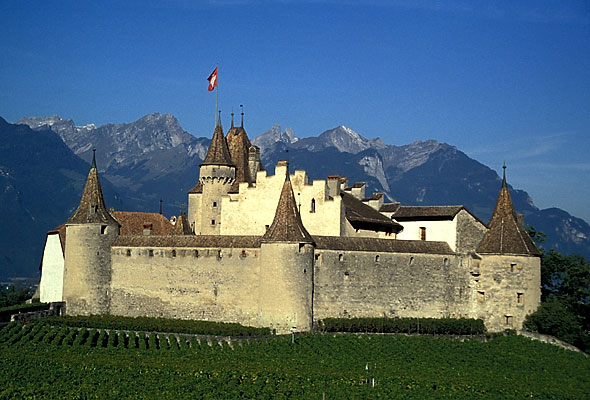
Château d'Aigle

Les cantons suisses étendent leur souveraineté. Ils transforment les châteaux en bailliages : Trachserwald (1408), château de Thoune (1429), château d'Aigle (1475) par exemple. Par ailleurs les anciens maîtres ayant conservé leurs droits transforment également leurs châteaux, comme celui de Frauenfeld.
Les villes sont entourées de défenses. Au XVe siècle, les villes grandissantes, de nouvelles murailles comme à Bâle et à Berne  , englobent les faubourgs si bien que des portes et anciennes murailles sont désormais au cœur des villes, comme la Zeitturm de Zoug ou la Zytglogge de Berne. Les villes situées aux extrémités de lacs (Genève, Lucerne) renforcent leurs défenses côté lac. La Wasserturm et le Kapellbrücke à Lucerne en sont des exemples.

### Édifices civils

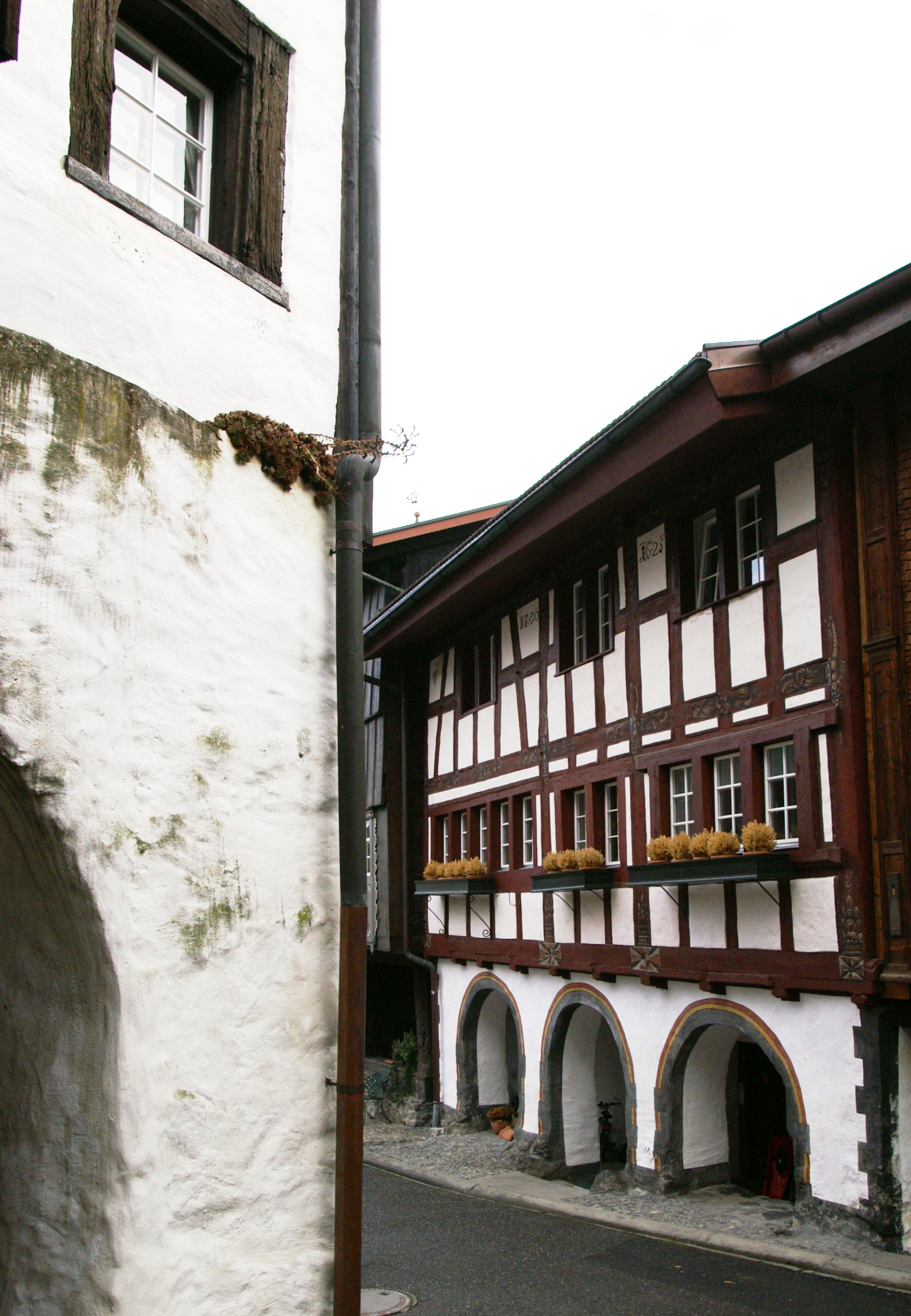
Maison à colombages et arcades à Werdenberg (commune de Grabs)

Jusqu'au XIVe siècle les maisons étaient couramment en bois : en colombages, madriers, en troncs dressés verticalement puis en clayonnage et seuls les monuments de l'église étaient stylés.
Avec l'augmentation de la population dans l'enceinte des villes, la place vient à manquer. Les étages supérieurs sont construits en encorbellement, les ateliers et boutiques prennent place devant les maisons. Les arcades apparaissent surtout à Berne, Zurich et en Suisse orientale. Dans ces conditions, et avec la construction en bois, les incendies sont fréquents. À partir de 1280, des décrets sont promulgués afin de réduire les risques d'incendie comme à Zurich l'obligation de recouvrir les toits de tuiles et de reconstruire les rez-de-chaussée en maçonnerie. La pierre s'imposa aussi à Bâle après le tremblement de terre de 1356, mais on relèvera qu'en Suisse romande et italienne, la continuité de la construction en pierre est attestée depuis l'Antiquité.
La distinction entre l'espace privé et l'espace public est de plus en plus difficile et les villes doivent faire face à des problèmes d'hygiène. On construit de plus en plus en hauteur, on aménage des places et les grandes rues sont élargies. L'approvisionnement en eau est amélioré avec les fontaines publiques qui servaient également pour la lessive. Les premières fontaines sont en bois puis en pierre. Berne en possède de nombreuses, par exemple la fontaine du Marché date du XIVe siècle. À Bâle, la fontaine de Saint-Urbain est de 1448 et à Fribourg la fontaine de la Samaritaine est de 1552. Les rues pavées sont rares, Bâle est la première ville à revêtir ses rues de pavés à partir de 1387.

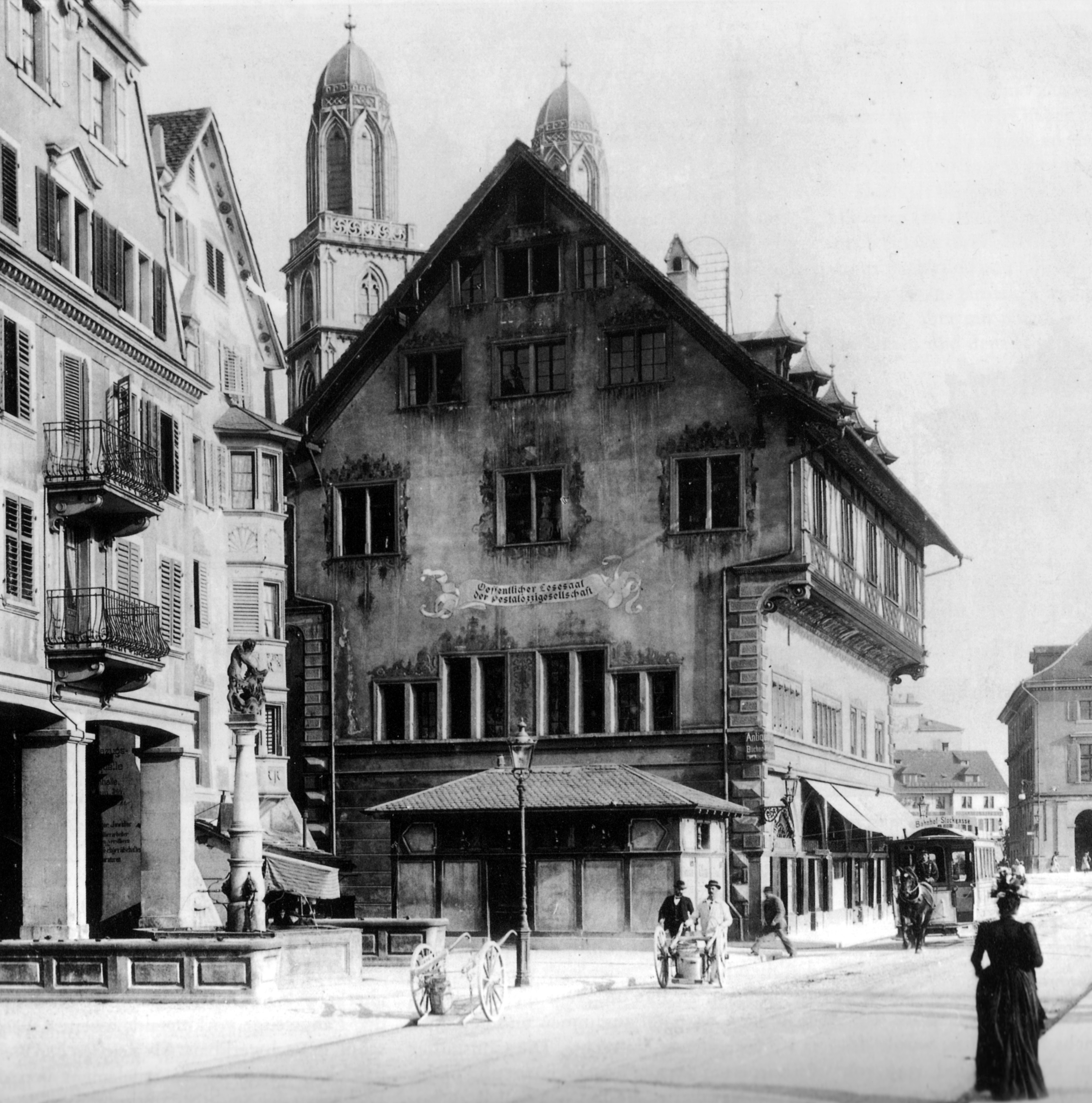
La maison zum Rüden à Zurich, en 1898.

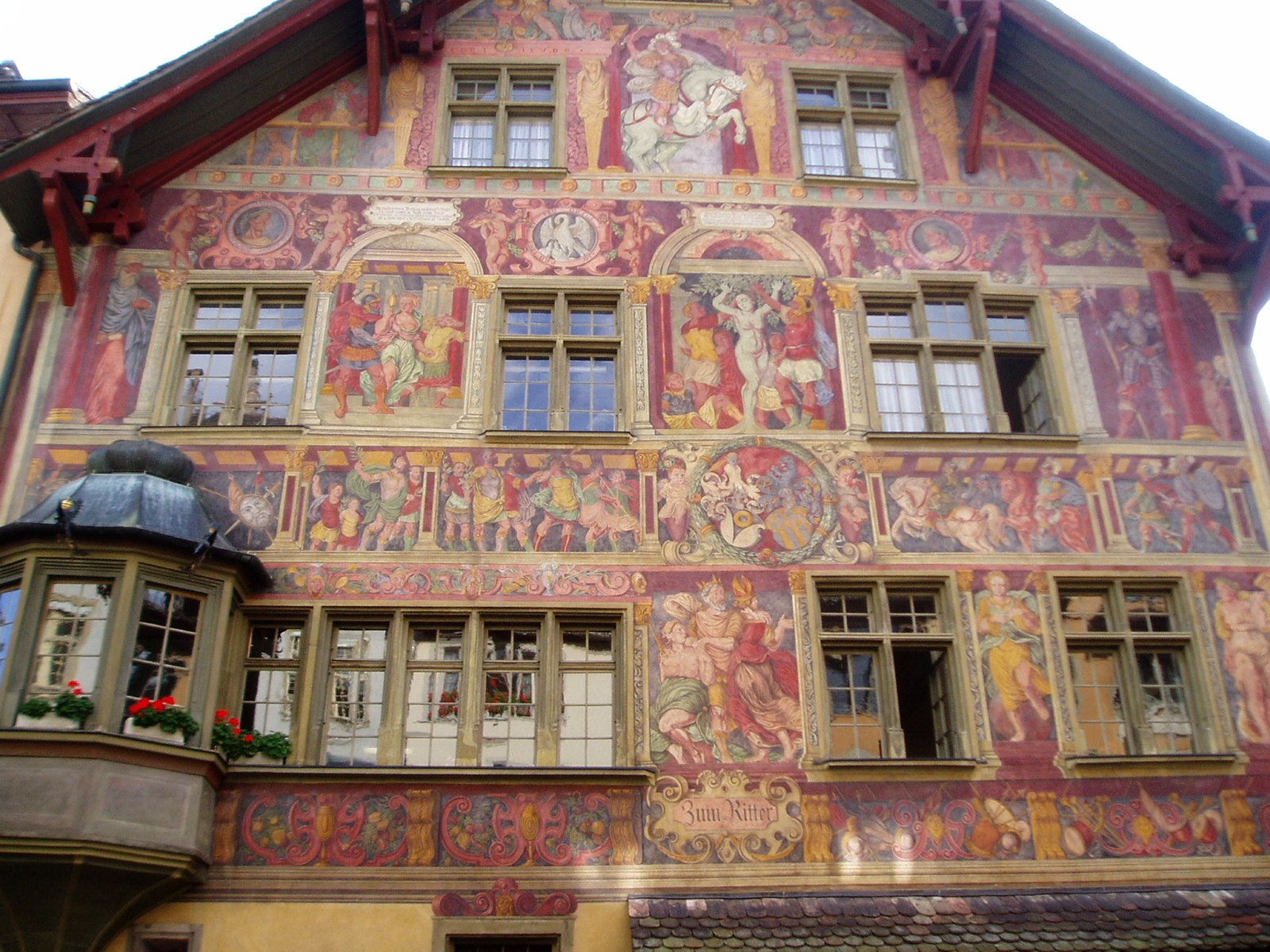
La Haus zum Ritter à Schaffhouse.

À partir du XVe siècle Les maisons profanes, de style gothique en pierre apparaissent. Celles-ci sont réservées à la noblesse locale, aux dignitaires de l'Église ainsi qu'aux riches marchands. Par exemple, le Grimmenturm de la Spiegelgasse à Zurich ou la maison Tavel à Genève ainsi que de nombreuses tours à Schaffhouse et Bâle. Alors qu'en Suisse alémanique les murs sont en moellons revêtus d'un enduit souvent, surtout au nord-est de la Suisse, avec les étages en colombages et des oriels, en Suisse romande on utilise de préférence la pierre de taille avec des corniches entre les étages.
La maison type consiste en un corps de bâtiment en pierre de trois ou quatre étages s'élevant sur une parcelle étroite et profonde (chesal). Le rez-de-chaussée est dévolu à une fonction professionnelle et les étages au logement. Les provisions se trouvent dans les galetas. À l'époque du gothique tardif, XVe siècle, les fenêtres sont désormais garnies de vitres et deviennent des éléments de faste (fenêtres accolées à remplages, par exemple à Fribourg).
Quelques maisons représentatives : la Haus zum Rüden (1348) à Zurich, le Bischofshof (1450) avec une chapelle privée, le Domhof et l'Engelhof (1477) à Bâle, le Sässhaus de Bartlome May (1515) à Berne (Kesslerstrasse), la Haus zum Ritter à Schaffhouse, le Stüssihof zum Königsstuhl (1425), l'hôtel Ratzé (1583-1586) à Fribourg et la maison Serodine (1620) à Ascona.

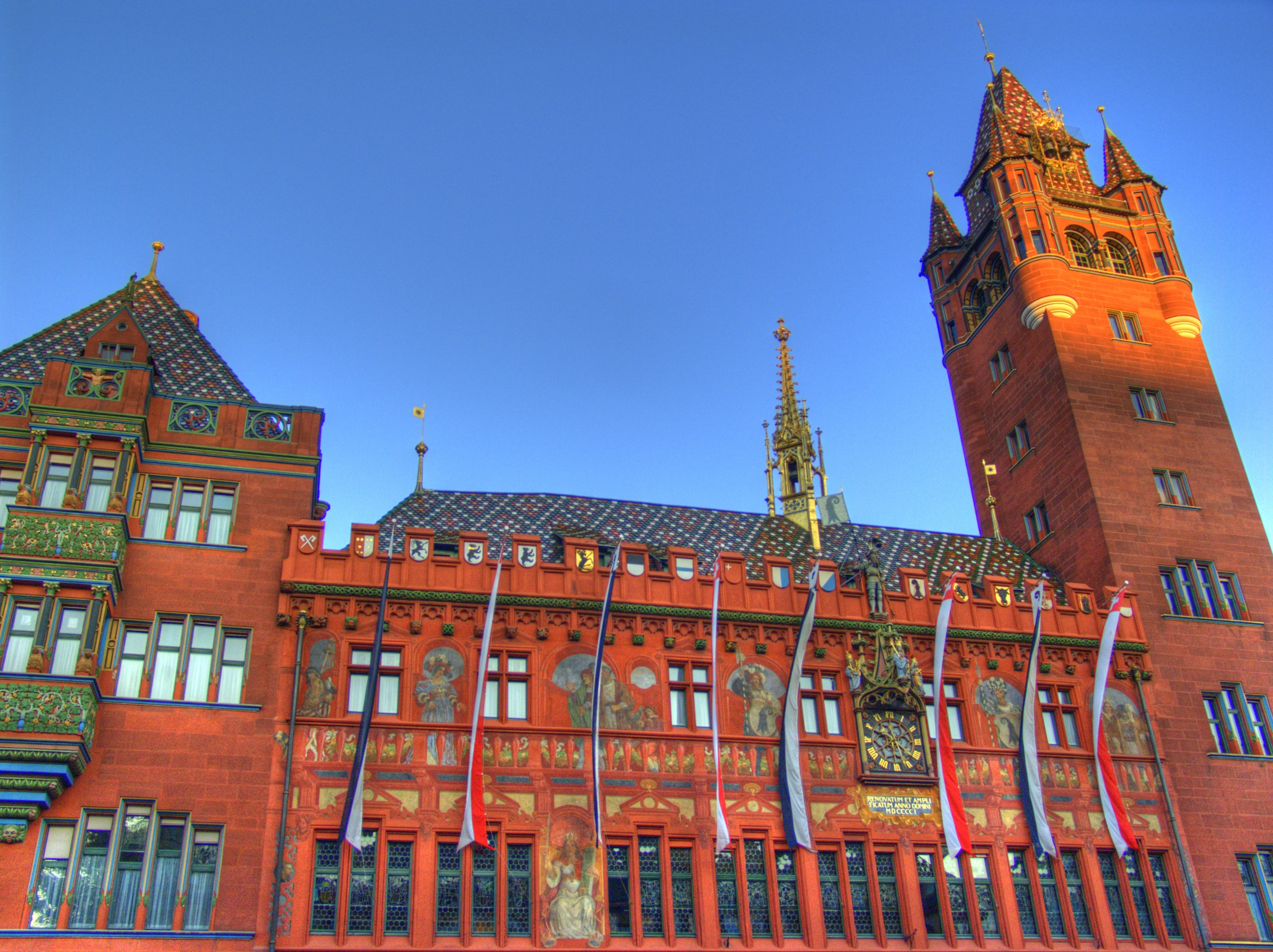
L'hôtel de ville de Bâle.

Les premiers hôtels de ville datent du XVe siècle. Les salles de conseils sont fortement décorées : parois et plafonds sculptés comme à Aarau, Bâle et Zoug, de vitraux comme à Baden et Bâle ou des peintures murales comme à Bâle et Genève Le plus ancien hôtel de ville est celui de Berne (1406). Celui de Fribourg est érigé en 1501-1502, par Hans Felder. Il comporte un énorme toit en croupe, une tour circulaire devenant octogonale, cinq clochetons et un perron couvert à double rampe.
L'hôtel de ville de Bâle (1504-1514) comporte trois parties bâties successivement, la partie centrale originelle comporte trois arcades menant à la cour intérieure dont une des façades est ornée d'une horloge. Ses façades de couleur rouge sont caractéristiques. La salle du Conseil d'État est décorée de boiseries et vitraux. Hans Holbein avait réalisé une peinture murale (aujourd'hui disparue).
L'hôtel de ville a été probablement bâti d'après les plans de l'architecte Ruman Rémy Faesch (né vers 1460-décédé vers 1534), puis agrandi de 1606 à 1608. De 1898 à 1904, parallèlement à l'agrandissement de la place du marché, le beffroi fut élevé.

## Maisons rustiques
La maison paysanne constitue le bâtiment principal de la ferme qui comprend aussi des bâtiments d'exploitation. La forte diversité des espaces naturels en Suisse se reflète dans les matériaux de construction (feuillus, conifères, pierre, argile, paille) utilisés au Moyen Âge. La séparation de l'habitat du bâtiment d'exploitation fut d'abord la règle : les différentes activités rurales étaient pratiquées dans des bâtiments distincts, le regroupement (ferme à usages multiples, Dreisässenhäuser en allemand) se répandit dès le XIe siècle.

### Évolution à partir du Moyen Âge

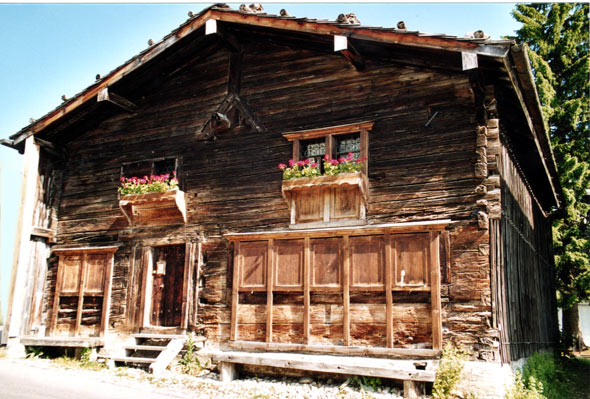
Maison natale d’Ulrich Zwingli à Wildhaus

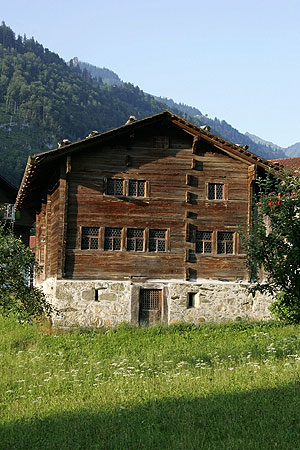
Maison natale de Nicolas de Flue à Flühli

Dans les premiers temps, les constructions sont en madrier Ständerbäuten, les espaces étant remplis par de la paille ou enduits de terre glaise, dans la plupart des régions du plateau. Dans les préalpes septentrionales, on construit en Blockbau, maisons en tronc de conifères pleins dépouillés de leur écorce avec les joints remplis de mousse. Plus tard, on se mit à rectifier à la hache les bois pour améliorer les joints puis, au bas Moyen Âge, le bois de construction est façonné à la scie Strickbau. Dans les vallées alpestres proches des régions méridionales, où l'on construit en pierre, se trouvent les maisons du Gothard construites en bois sur un socle de pierre.
À l'est et au nord-est du pays, se développent les maisons à colombages alors qu'au nord et à l'ouest la construction en pierre se généralise à partir des XIe et XIIe siècles. Au sud des Alpes, on construit en pierre sèche. En revanche, la construction en bois s'est maintenue sur le plateau central argovien et bernois jusqu'au XIXe siècle.
Les toitures dans les Alpes et préalpes septentrionales sont en bardeaux Satteldach souvent alourdis de pierres. Sur le plateau, les toits en croupe sont en paille ou roseaux ou tavillons. Au nord du Tessin, les toits sont en pierres posées sur une charpente de troncs d'arbres. Dans le Sud du Tessin ainsi qu'en Suisse romande, on utilise les tuiles creuses,.
Parmi les rares maisons conservées depuis le Moyen Âge, on peut citer les maisons natales de Ulrich Zwingli à Wildhaus, faite de troncs d'arbre équarris et la maison natale de Nicolas de Flue à Flühli.
Divers types régionaux de maisons voient le jour dès le XIIIe siècle ou XIVe siècle. Dans les cuisines, les hottes et les cheminées apparurent seulement au XVIIe siècle, voire au XIXe siècle dans les régions pauvres. Des fourneaux économiques fermés remplacent les foyers à feu ouvert. Les maisons rurales du nord et du centre des Alpes avaient dès le XIVe siècle au plus tard, une chambre chauffée au moyen d'un poêle.

### Diversité régionale

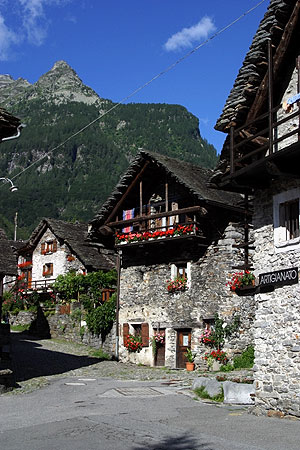
Maisons tessinoises à Sonogno

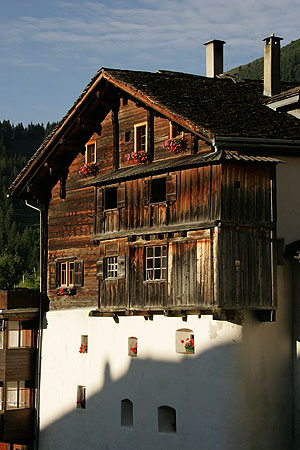
Maison des Walser à Splügen

Dans les vallées alpines isolées, par exemple les vallées supérieures du Tessin, le Valais et dans les Grisons (Walser), la construction typique est le Gotthardhaus (maisons du Gothard ) qui est une construction de bois Blockbau reposant sur un socle de pierre entourant la cave et la cuisine que l'on retrouve aussi dans les régions alpines françaises et autrichiennes,.
La maison valaisanne est un Blockbau typique du centre du Valais et du Val d'Hérens. Ce sont des tours à plusieurs étages qui abritent plusieurs familles formant un clan. Un côté est maçonné jusqu'au toit pour permettre l'installation de plusieurs foyers. Le toit en bâtière très plat Tätschdach est alourdi de pierres. La maison d'Obergoms (1718), située à Selkingen, en est un exemple,.
Au Tessin, la maison alpestre construite en moellons bruts remplace le Gotthardhaus : la maison tessinoise est entièrement en gneiss disponible sur place ainsi qu'avec de la chaux, parfois sans mortier. Les toits sont en plaques de pierres posées sur une charpente de troncs d'arbres. Les seuls autres éléments de bois sont les balcons et balustrades utilisés pour le séchage de fruits,,.

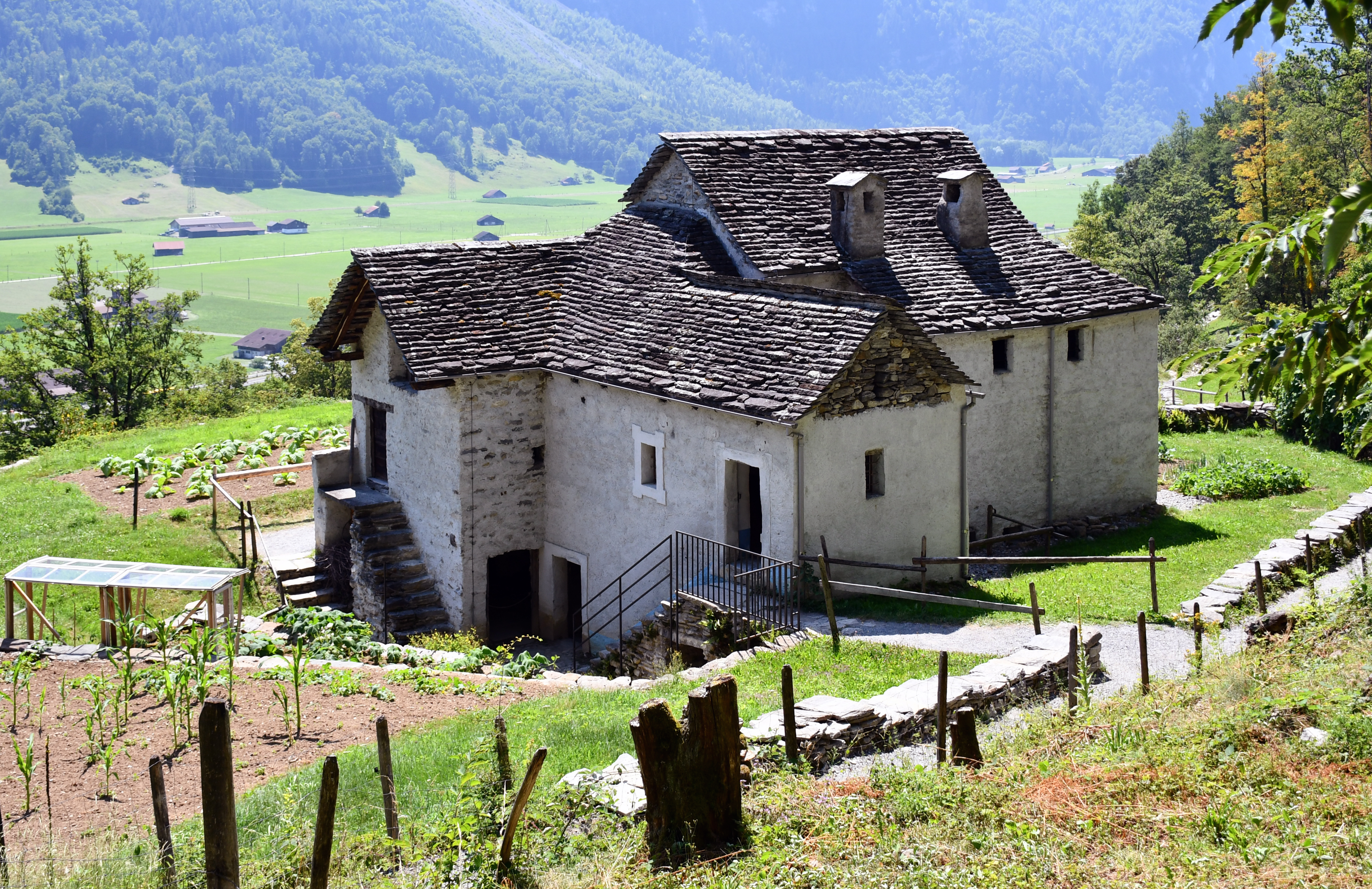
Maison du Ticino (Cugnasco) 1740, sur l'espace du musée de Ballenberg, canton de Berne

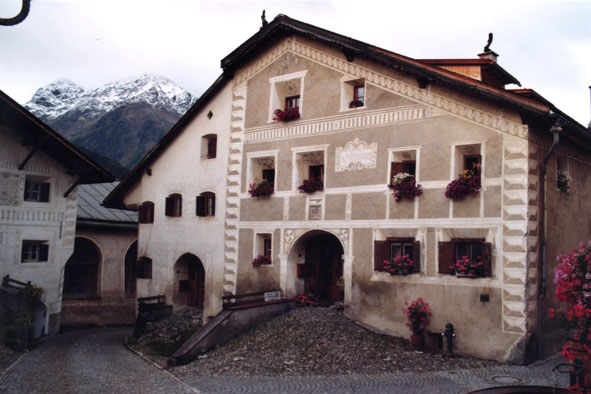
Maison engadinoise à Guarda

La maison engadinoise comprend habitation et exploitation sous le même toit. À Guarda se trouvent des exemples du XVIIe siècle caractéristiques de cette construction. Les encadrements de fenêtres en biais ainsi que les façades décorées de peintures murales et de Sgraffite,.
Unique en Suisse, à Brusio dans le val Poschiavo, on trouve les Crott, constructions rondes constituées de pierres superposées sans bois ni mortier jusqu'à 4 mètres de diamètre et servant d'entrepôt.

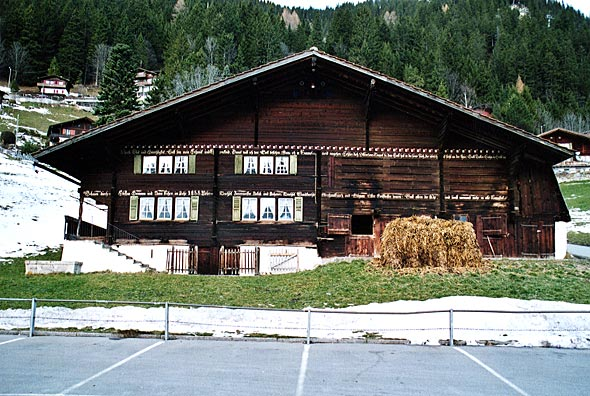
Maison paysanne de Frütigen l'oberland bernois à Adelboden

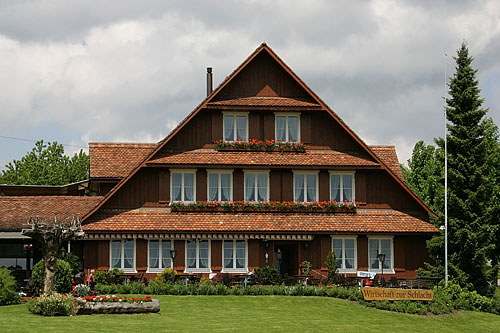
Maison à Sempach

Dans l'Oberland bernois et le Simmental, les maisons paysannes sont en bois massif travaillé à la scie, Strickbau ou en madriers carrés, taillés à la hache, ornées de sculptures sur bois et de peintures (surtout au XVIIIe siècle,. Les Stöckli sont des petits chalets dans lesquels les paysans, autrefois, passaient leur vieillesse pendant que les jeunes générations reprenaient l'exploitation et le logement de la ferme principale. Dans l'est de la Suisse et en Suisse centrale, la pente des toits est plus prononcée et les fenêtres sont munies de petits auvents (Klebedächer) comme protection contre la pluie. En Appenzell, les socles des rez-de-chaussée sont munis de fenêtres, car ce sont des locaux de travail, ils abritent les métiers à tisser.

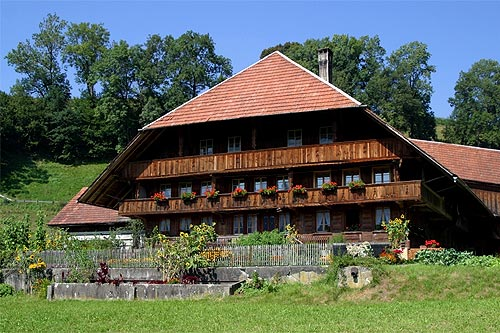
Ferme de l'Emmental

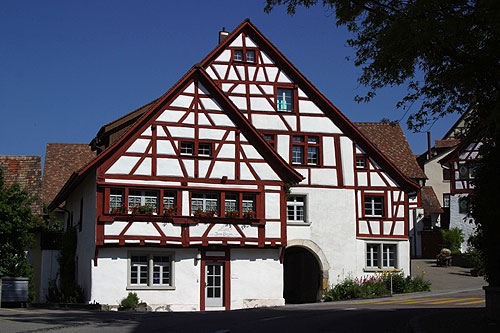
Maison à colombage de Schaffhouse

Dans les campagnes bernoises du plateau suisse, les fermes sont munies d'énormes toitures en croupe qui, au XVIIe siècle, sont réduites à des demi-croupes ou croupes dites « boiteuses » afin de pouvoir installer une galerie et des fenêtres continues donnant sur des chambres. Les charpentes sont agrémentées de motifs sculptés,. Les chaumières argoviennes sont typiques du plateau central. Peu de maisons conservent encore leur toit de chaume. Les parois sont constituées de planches de sapin. Sur le plateau oriental et à Zurich, les constructions sont en colombages dont les parties de bois visibles sont peintes de couleur vive. Les espaces sont comblés en maçonnerie de moellons peints en blanc. Au nord-ouest de la Suisse et sur le plateau romand, les fermes à usages multiples (Dreisässenhäuser) sont construites en pierre,.

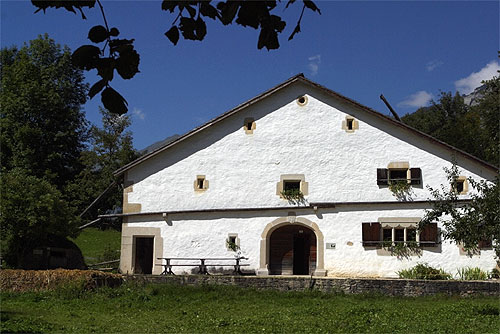
Maison paysanne de La Chaux-de-Fonds

Les fermes jurassiennes, à usages multiples, possèdent de larges façades pignon entièrement en pierre crépie à la chaux. Les fenêtres sont encadrées de pierre de taille et, jusqu'au XVIIe siècle, ornées de motifs de style ogival ou renaissance. Les toits à bâtière sont faiblement inclinés et comportent un dispositif pour maintenir la neige,,.
Au sud des Alpes, la région de Mendrisio est située dans la plaine du Pô. Les fermes sont de type lombard et regroupent plusieurs bâtiments aux façades crépies. La ferme La Pobbia, de Novazzano, est un grand domaine exploité par plusieurs familles. L'ensemble comporte plus de 50 pièces d'habitation et d'exploitation, il a plus de 44 mètres de longueur et des galeries de loggias. Les toits sont couverts de tuiles,.

## Renaissance
Mouvement architectural qui débute en Italie au XIVe siècle en réaction à la surcharge de l'architecture gothique, la Renaissance se diffuse en Europe où elle cohabitera généralement avec l'architecture gothique. Cette architecture est caractérisée par les arcs plein-cintre groupés en arcades et des colonnades.
La Renaissance italienne touche en premier la Suisse méridionale, à partir de 1480, où Lugano, Mendrisio et Locarno entre autres dépendent à la fois du duché de Milan en Lombardie et de certains cantons de l'ancienne Confédération sous forme de bailliages communs.

### Renaissance de Suisse italienne

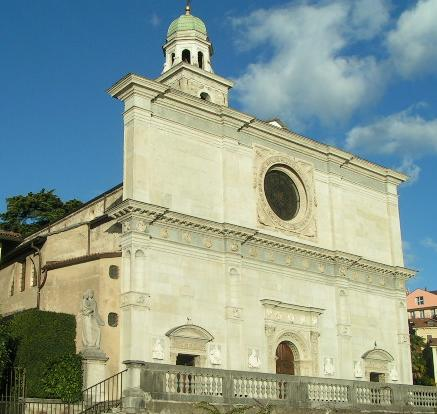
Cathédrale de San Lorenzo à Lugano

De nombreux architectes originaires de ces bailliages italiens, surtout de la région de Lugano, ont adopté ce nouveau style et ont pratiqué partout en Italie et ailleurs en Europe : plusieurs générations de la famille Solari originaire de Campione et de Carona comme Pietro Antonio Solari qui a participé à la construction du Dôme de Milan et a dirigé la construction de plusieurs tours du Kremlin de Moscou (1490), d'autres membres de la famille Solari ont participé à la construction de la Chartreuse de Pavie. La famille Lombardi, Pietro Lombardo, Ca’ Dario à Venise, et ses fils Antonio et Tullio ont œuvré à Venise, les Gaggini de Bissone à Gênes, Tomaso Rodari de Maroggia construit la cathédrale Santa Maria Assunta de Côme (1487) et Gian Gaspare Pedoni construit à Brescia.
Les constructions au Tessin sont plus modestes, on trouve surtout des arcades ouvertes comme dans la cour du château de Muralto, l'ancien Palazzo Rusca à Lugano et le Colleggio Papio à Ascona . Il y a également un certain nombre d'églises : la collégiale de San Pietro e Stefano et l'église Santa Maria delle Grazie à Bellinzone, l'église de Madonna di Ponte (1526) à Brissago, la cathédrale de San Lorenzo (1517) et l'intérieur de l'église Santa Maria degli Angeli (1529 - 1532) à Lugano et l'église de Santa Croce à Riva San Vitale.

### Renaissance de Suisse alémanique
Durant la même période, au nord des Alpes, subsiste le gothique qui se transforme petit à petit en gothique tardif avec par exemple l'hôtel de ville de Stein am Rhein (1542), les Schützenhäuse de Bâle (1546 et 1561), les arsenaux de Lucerne (1567) et Soleure (1614). La présence d'encorbellements et de tourelles caractérise les maisons bourgeoises du gothique tardif. Les motifs architecturaux de renaissance ont d'abord été utilisés par des peintres tels que Hans Holbein le Jeune inspirés par les foyers culturels allemands d'Augsbourg et de Nuremberg. Le premier bâtiment de style renaissance est la résidence privée à l'avoyer, le « palais Ritter » (1556) à Lucerne, conçu par l'architecte tessinois Domenico Solbiolo del Ponte. La façade est bosselée à la façon florentine. Le palais Ritter a servi de modèle pour l'hôtel de ville de Lucerne construit en 1600 par Antoni Isenmann.
À Bâle se trouve le Geltenzunft (1578) et le Speisshof (1580) avec des arcades au rez-de-chaussée ouvertes, à l'origine, des colonnades selon l'ordre classique de Vitruve ou de motif Palladio pour le Speisshof.
Dans le nord-est de la Suisse les éléments renaissance sont combinés au style de maison gothique à pignon découpé en gradins comme le Grosshaus de Saint-Gall (1590, actuel hôtel de ville) ou l'arsenal de Schaffhouse (1617, actuel siège du gouvernement).

### Renaissance de Suisse romande

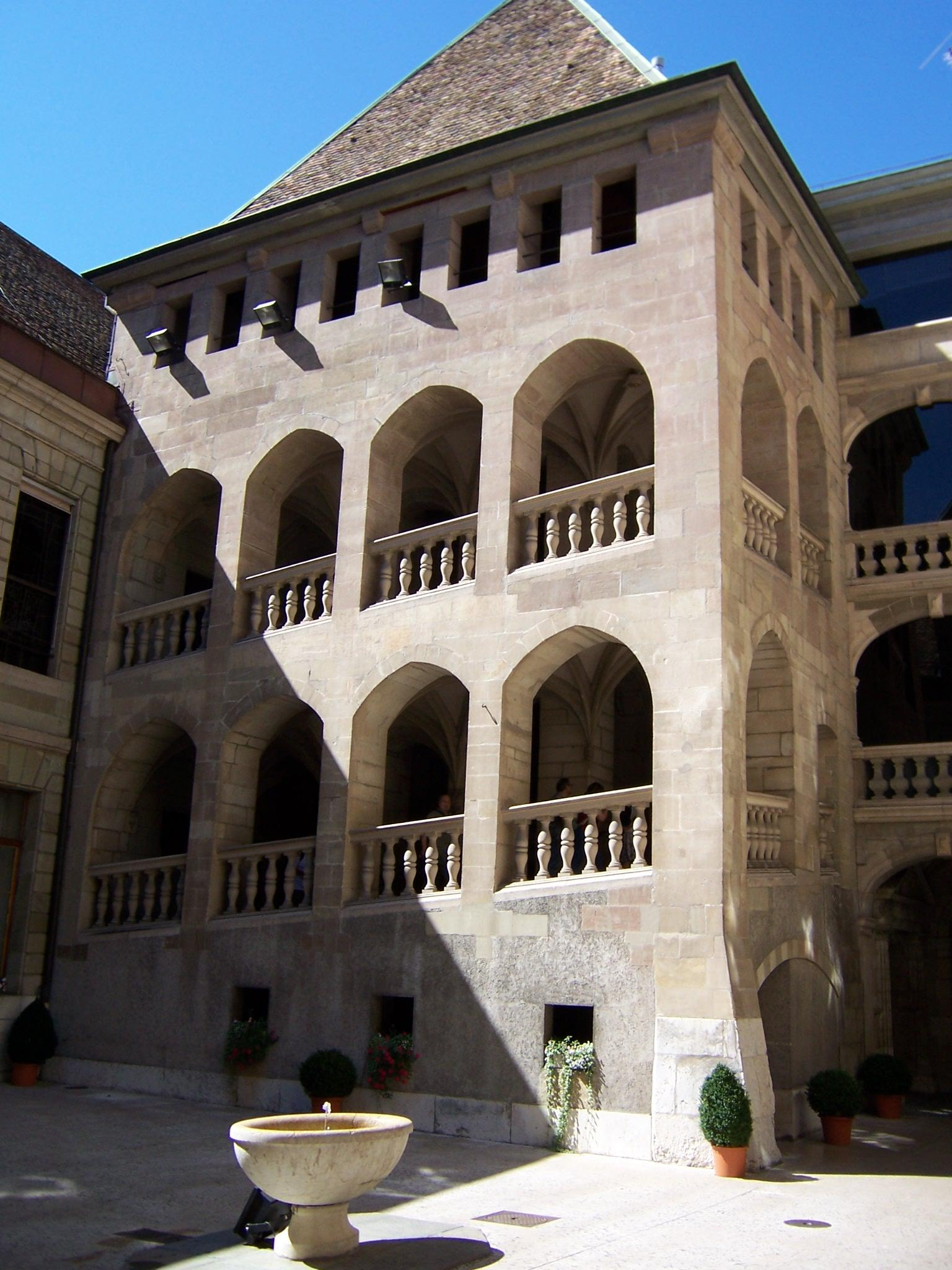
Rampe de l'Hôtel-de-Ville de Genève

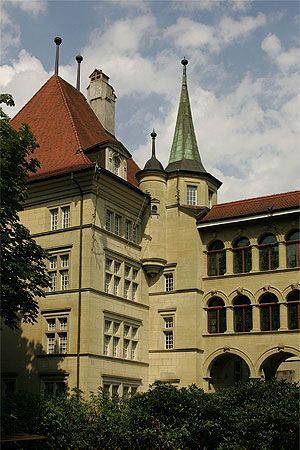
Ancien hôtel Ratzé à Fribourg

À l'ouest de la Suisse se répand la réforme qui touche Neuchâtel et Genève ce qui va accroître les liens avec la Confédération. Par ailleurs, le Pays de Vaud est conquis par les Bernois en 1536. Les premières constructions de style renaissance datent de 1520 à la seigneurie de Gruyères.
La tour carrée dans la cour de l'hôtel de ville de Genève (1555) par Pernet Desfosses est un bâtiment typique de tradition française en pierre de taille. Elle contient la rampe d'accès qui mène à la salle du Conseil des Deux-Cents.
À Neuchâtel, les Halles construites en 1573 par Laurent Perrot, comportent des tourelles polygonales et des portails aux frontons très décorés. Les châteaux d'Auvernier, de Cressier et de Peseux sont munis de formes architecturales semblables. Des portes renaissance sont réalisées au château de Porrentruy
L'hôtel Ratzé (1581-1583) à Fribourg, du nom du capitaine Ratzé qui servit la France, fit appel à Jean de Fumal, architecte de Lyon, pour construire son exceptionnelle demeure en pierre de taille. Elle comporte notamment des cabinets d'aisance établis dans une tourelle séparée du bâtiment principal et reliée à la tour d'escalier de ce dernier par une double galerie de hautes arcades, ce qui est rare pour l'époque. Le palais abrite aujourd'hui le musée d'art et d'histoire de Fribourg.

## Baroque

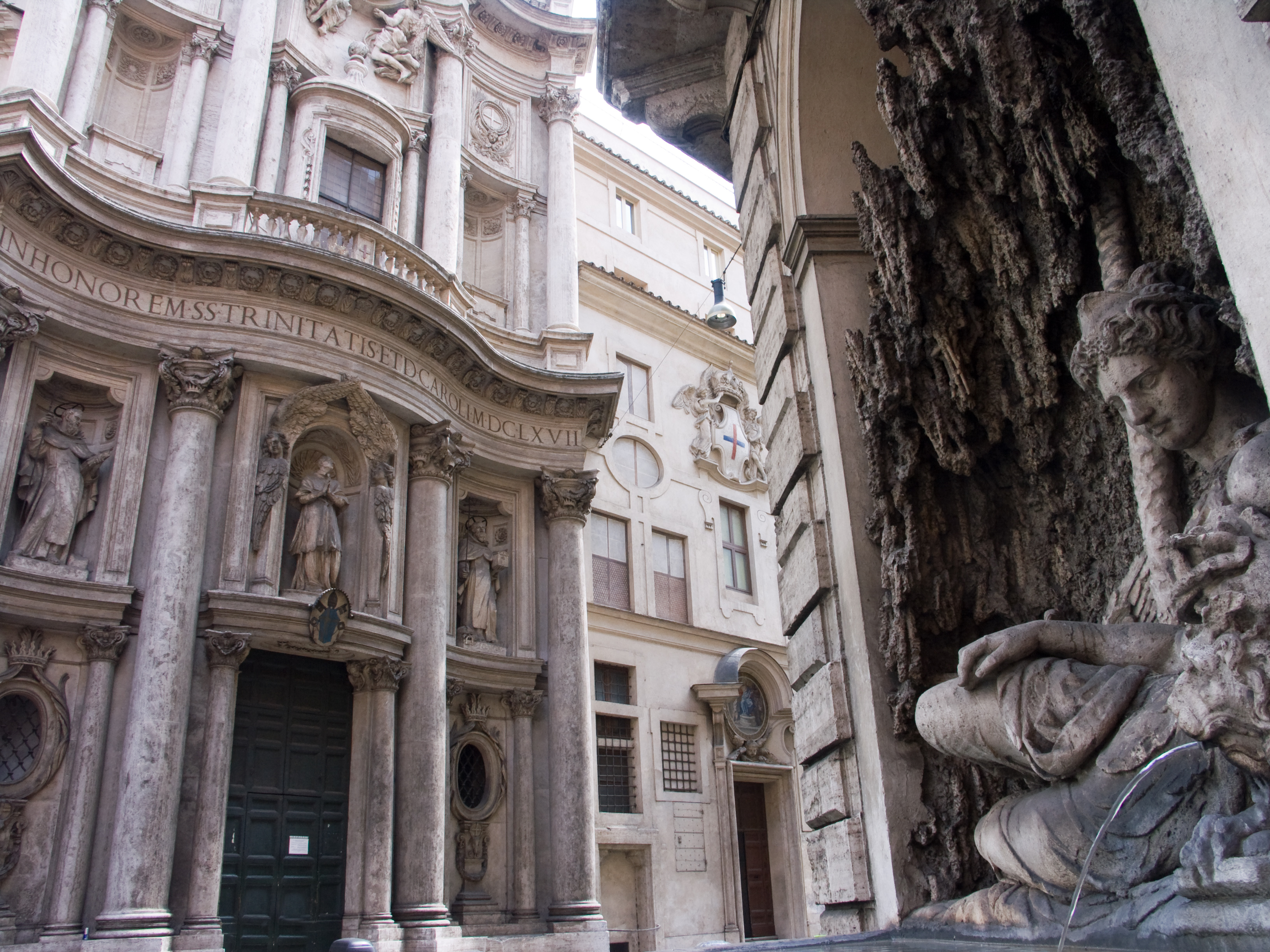
Église Saint-Charles-des-Quatre-Fontaines de Borromini à Rome

L’architecture baroque apparaît au début du XVIIe siècle en Italie. Elle utilise le vocabulaire esthétique de l'architecture Renaissance d'une façon plus théâtrale, caractérisée par l'opulence, avec les progrès techniques et les avancées en Mécanique statique, les nefs s'élargissent, voire adoptent des formes rondes.
Comme pour la Renaissance, les architectes tessinois et des vallées italophones des Grisons ont propagé le baroque en Europe.

### Baroque de Suisse italienne

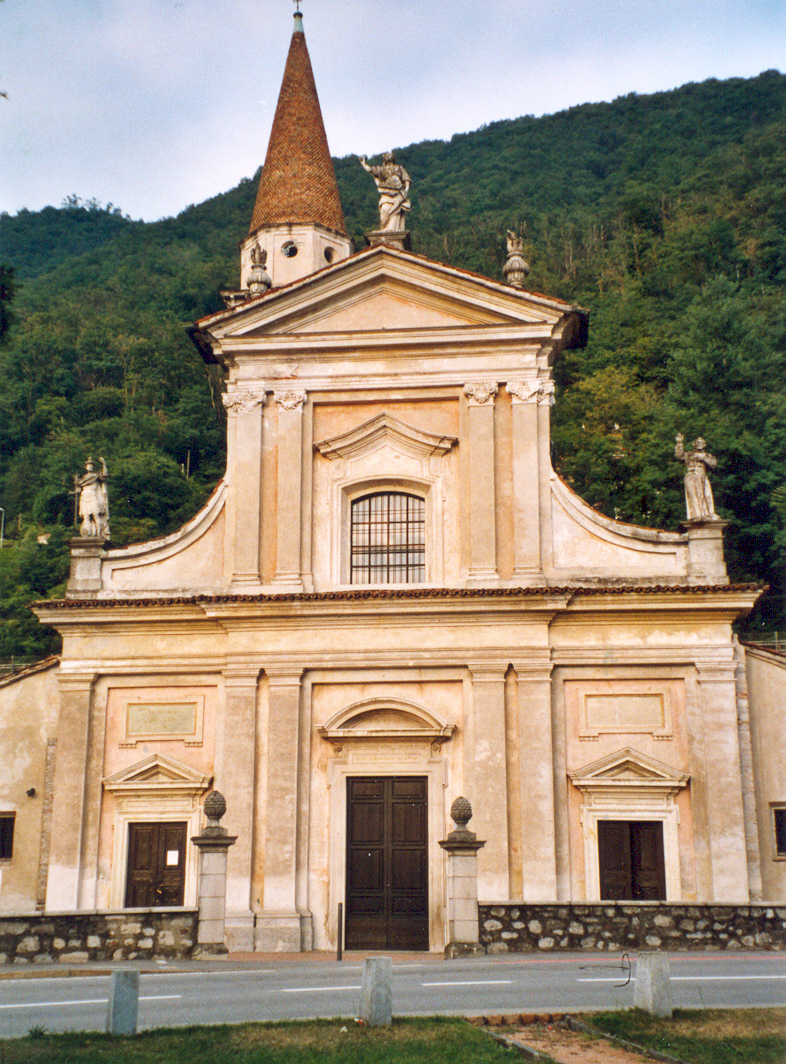
Église San Carpoforo à Bissone

Nombre de ces architectes ont travaillé en Italie : Domenico Fontana (1543-1607) est originaire de Melide, il a œuvré à Rome pour le compte du pape Sixte V dressant des obélisques comme celui qu'on voit actuellement sur la place Saint-Pierre de Rome. Protagoniste du maniérisme il réalise les plans de la Via Sixtina et construit le palais du Latran, le palais du Quirinal et la bibliothèque du Vatican, ensuite, à Naples, la fontaine Médina. Carlo Maderno (1556 - 1629), de Capolago et neveu de Domenico Fontana, termine la nef principale et réalise la façade de la basilique Saint-Pierre de Rome. À Francesco Borromini (1599-1667) de Bissone, on doit l'archibasilique Saint-Jean-de-Latran et l'église Saint-Charles-des-Quatre-Fontaines.
Après la guerre de Trente Ans, Baldassare Longhena, de Maroggia œuvre à Venise tandis qu'Angelini, Viscardi et des architectes de Roveredo (Albertalli, Barbieri, Bonalini, Gabrieli, Riva, Serro et Zuccalli) travaillent dans le Sud de l'Allemagne. Quant à Domenico Trezzini il est chargé de l'urbanisme de Saint-Pétersbourg en Russie.
Ces architectes grisons construiront chez eux des églises à pilastres (Madonna del Ponte Chiuso à Roveredo et de Sainte-Dominique dans le val Calanca 1664-1672).
Parmi les nombreuses constructions baroques au Tessin, l'église Sainte-Croix à Riva San Vitale (1588 - 1592) peut être considérée comme la première représentante en Suisse.
Dans le prolongement de la Renaissance, les galeries couvertes se multiplient (à Locarno Morcote et Lugano par exemple). Les ornements en stuc sont rapportés sur les façades comme pour la maison Borrani (1621) à Ascona et la maison Rusca-Orelli de Locarno œuvres de Giovanni Battista Serodine.

### Baroque de Suisse alémanique

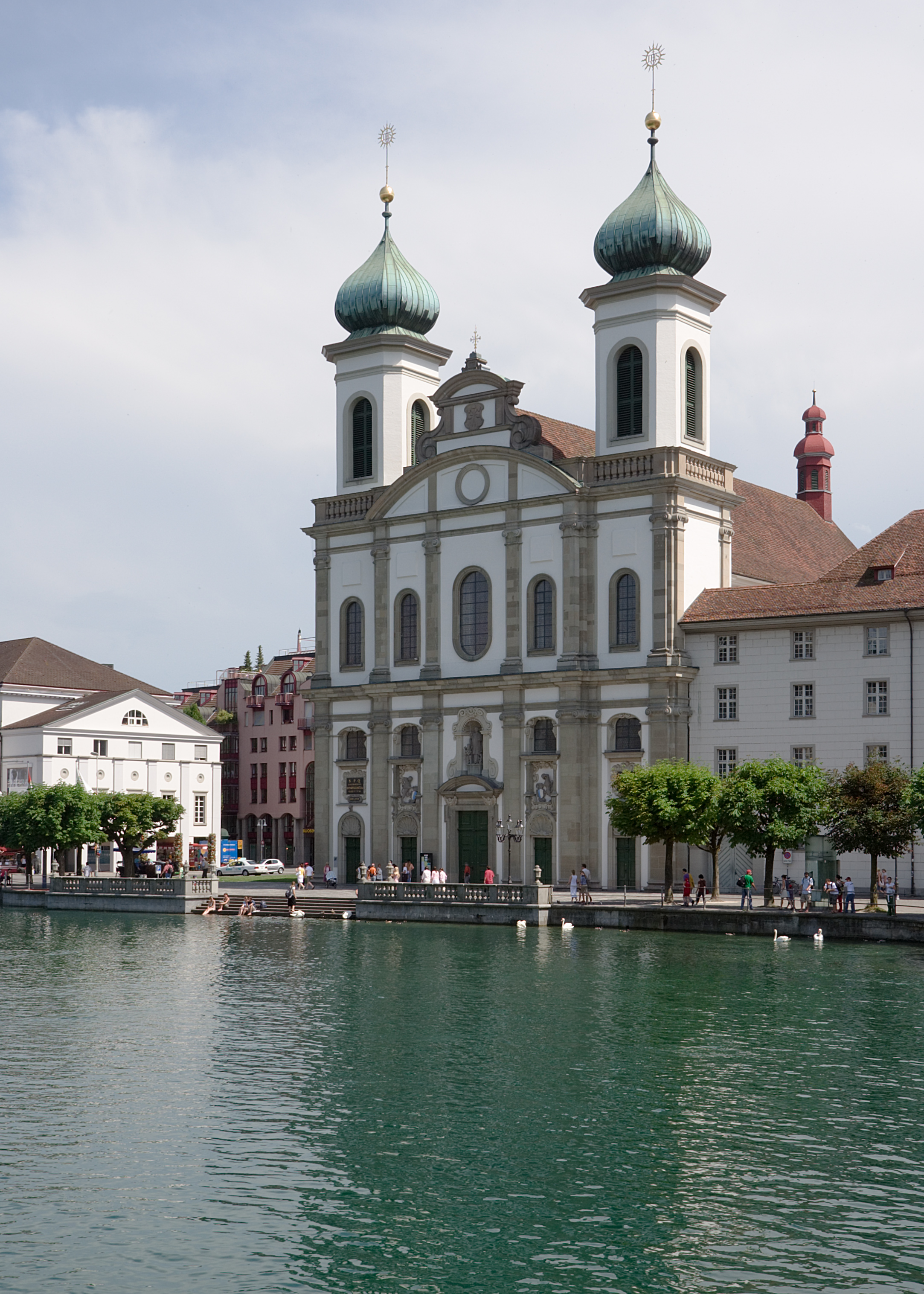
Église des Jésuites de Lucerne

En Suisse alémanique, le baroque apparaît à partir de 1650, influencé par le sud de l'Allemagne, puis par la France dès 1700. Les jésuites et capucins ont joué un rôle déterminant dans la diffusion des principes architecturaux baroques avec la construction d'églises dont les clochers à bulbe sont une des caractéristiques : l'église des Jésuites de Lucerne, l'église des Jésuites de Soleure, les couvents de Pfäfers, de Disentis, de Rheinau, de Bellelay, de Saint-Urbain, d'Einsiedeln et de Saint-Gall pour la plupart construits entre 1680 et 1780 par des architectes du Vorarlberg, dont Caspar Moosbrugger.
De nouvelles places sont aménagées à la suite de divers incendies, par exemple à Schwytz en 1642, à Stans en 1713, la place de la collégiale d'Arlesheim (1680) et la vaste place devant le couvent d'Einsiedeln (1745) avec son escalier central, ses arcades et sa fontaine.
L'architecture baroque profane comprend des hôtels de ville, comme à Zurich (1692-1700), Bischofszell (1747-1750) et Zofingue (1792-1795 par exemple, des hôpitaux, des orphelinats, des maisons de sociétés de tir, des postes de garde, des maisons de campagne et des demeures citadines.
Les maisons particulières sont richement décorées, avec des encorbellements à un ou plusieurs étages. À Schaffhouse, les façades de pierre sont ornées en reliefs et décorées de sculptures, comme le  et le Frontwagenturm (1747-1748). À Saint-Gall, on trouve de nombreux oriels richement décorés en bois comme les maisons Greifen (1680), Schwannen (1690) et Pelikan (1707). À Zurich on peut citer les deux maisons des corporations construites en pierres de taille et d'un aspect sévère : Zimmerleuten (1708) et Saffran (1719-1723).
L'ouest du pays est plus influencé par l'architecture baroque française avec toits à la Mansart. Les maisons sont en retrait des voies publiques, des ailes forment une cour d'honneur séparée de la rue par un mur ou une grille. Au cours de la dernière période baroque, on trouve des exemples de style rococo.

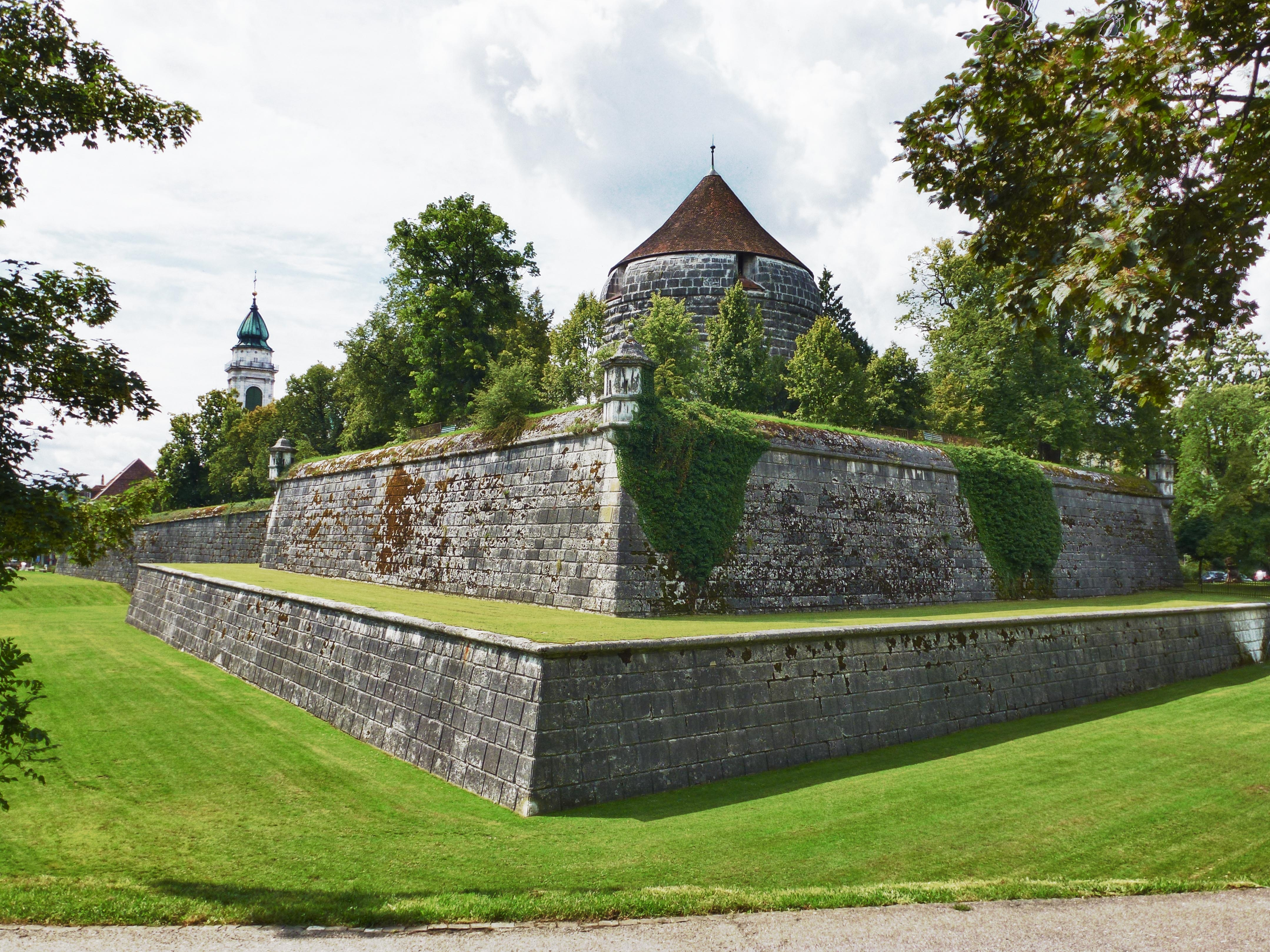
La tour Riedholz et le bastion Saint-Urs à Soleure

En vieille ville de Berne on construit des galeries couvertes, comme à la Kramgasse. Le Kornhaus (1711-1718) de Berne et la Münsterplatz de Bâle sont à mentionner.
Les villes de Genève, Berne, Soleure et Zurich se dotent de nouvelles fortifications capables de résister aux artilleries modernes. Les bastions du XVIe siècle sont remplacés par des ouvrages en pierres de taille enrobés de terre. Il subsiste à Soleure les restes de la ceinture de fortification baroque, construite durant 50 ans à partir de 1667 et inspirée des théories de Vauban.
Des gravures de Matthäus Merian l'Ancien, la Topographie Helvetiae parue en 1644 à Francfort puis l'Helvetische Topographie de David Herrliberger représentent les villes à cette époque.

### Baroque de Suisse romande

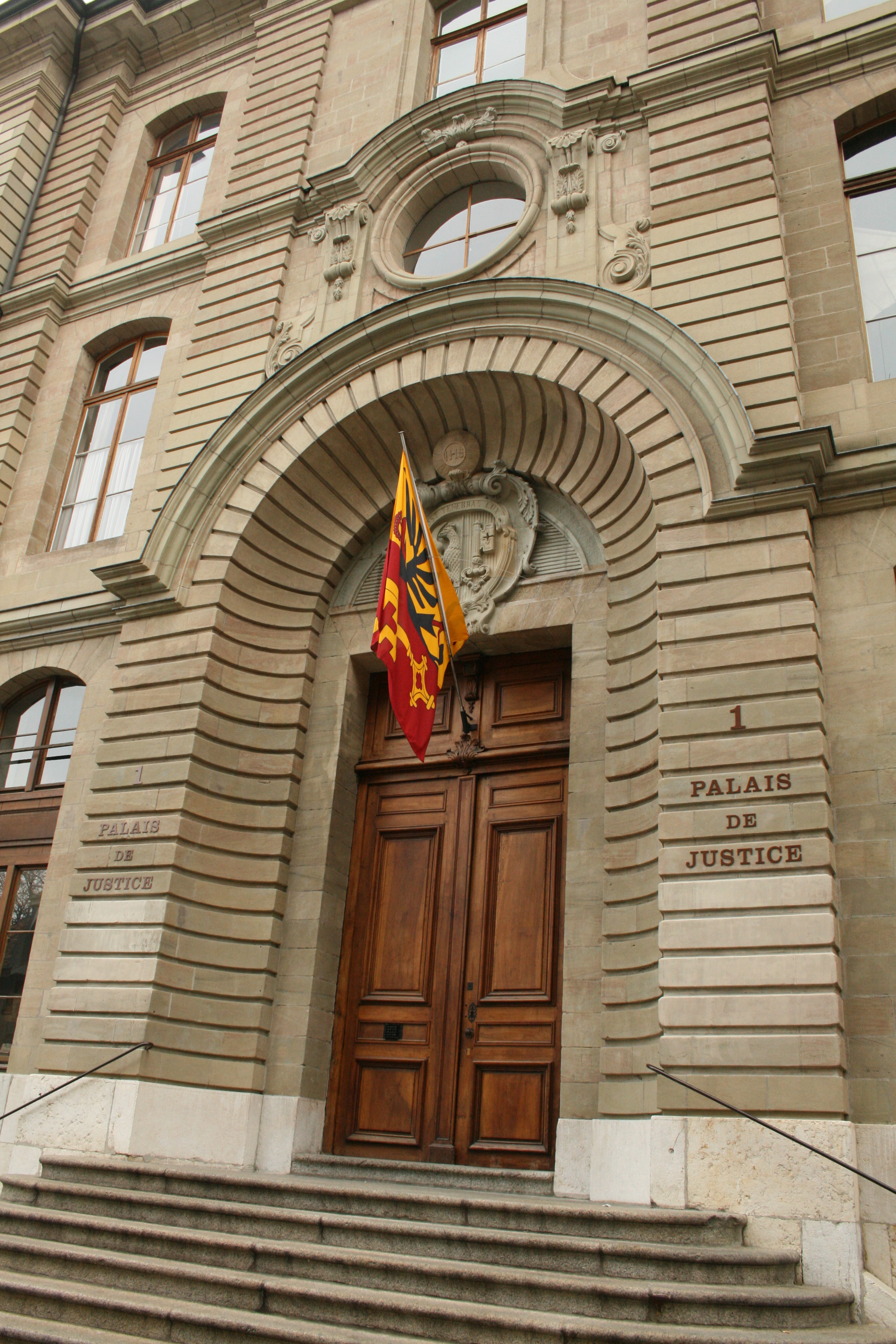
Le palais de justice à Genève

Le baroque français s'impose en Suisse romande vers la fin du XVIIe siècle. Genève connaît une période de prospérité industrielle et possède de nombreux bâtiments réalisés par des architectes venus de France. Par manque de place, on construit en hauteur comme la maison Bonnet de la rue du Marché construite entre 1690 et 1698, qui comporte une façade à ressaut central et des pilastres. Des maisons avec cour d'honneur sont construites à partir de 1700 avec de belles pierres de taille. Joseph Abeille réalise le palais de Jean-Antoine Lullin (de Saussure) en 1707-1712. Jean Vennes réalise l'immeuble abritant aujourd'hui le Palais de justice. Jean-François Blondel élabore les plans de la maison Mallet (1721) près de la cathédrale et la villa Ami Lullin à Genthod (1723-1730). Les hôtels particuliers de la rue des Granges (les no 2, 4, 6 et 8) sont remarquables, avec les immeubles des trois frères Boissiers (1720). Il y a également les résidences des parcs de La Grange et des Eaux-Vives.

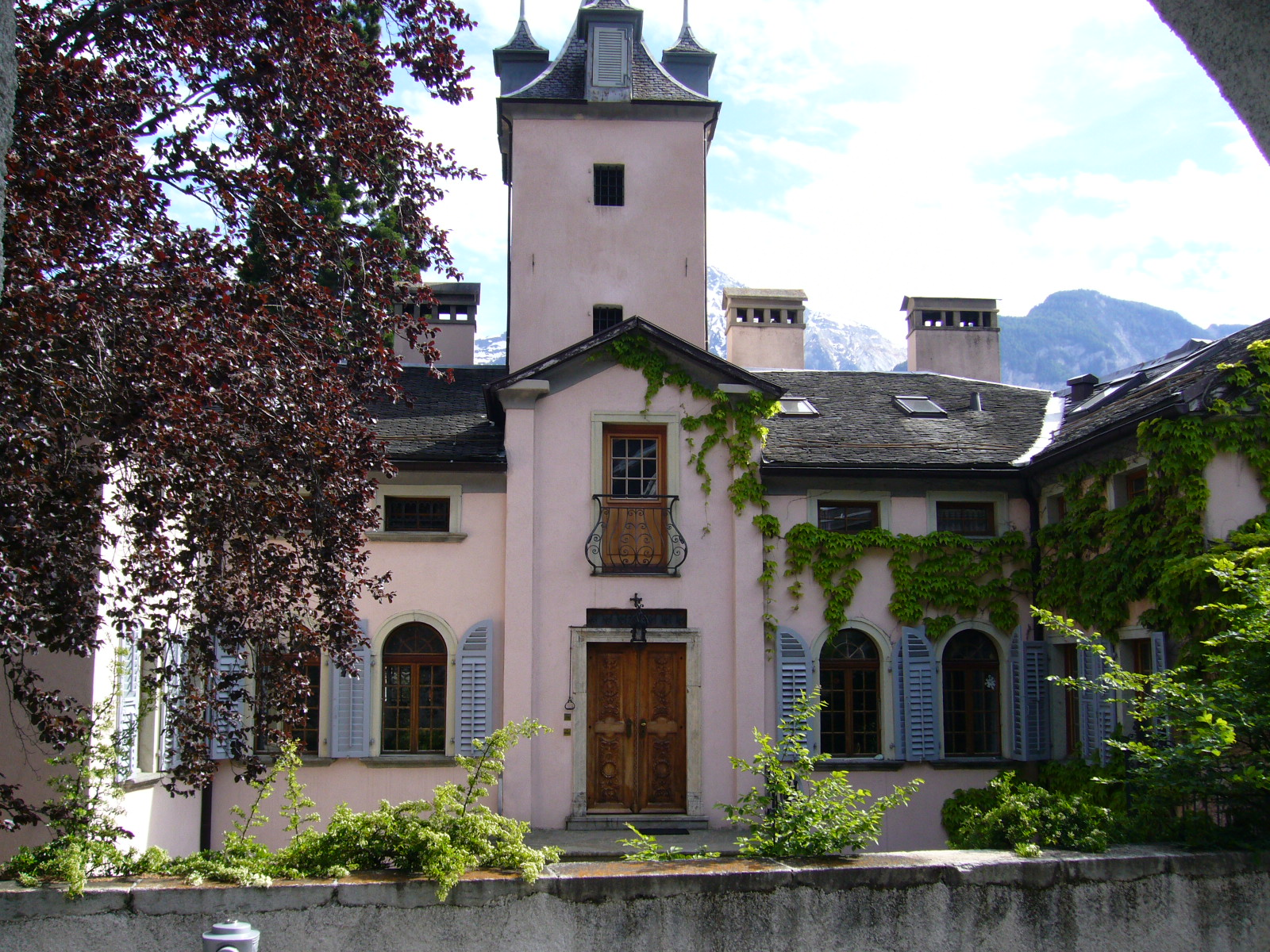
La maison du Baron de Werra à Loèche

Dans le canton de Vaud, l'un des artistes les plus en vue, durant la seconde moitié du XVIIIe siècle, est le Lausannois Gabriel Delagrange, qui a travaillé à plusieurs châteaux, églises et maisons de maîtres.
À Crans (canton de Vaud) le remarquable château (1764 - 1768) réalisé par l'architecte genevois Jean-Louis Bovet selon les plans des Français Jallier et Léonard Racle frappe par la richesse de
sa conception et de son décor.
Baroque et classicisme sont bien souvent liés : on peut mentionner à Lausanne, notamment l'hôtel de ville (1672-1675), par Abraham de Crousaz, l'ancien hôpital (1766-1771), par Rodolphe de Crousaz, ainsi que les châteaux de Beaulieu et de Béthusy, tous deux vers 1774, par Gabriel Delagrange, ou encore la maison de l'Élysée par Abraham Fraisse, vers 1780.
À Neuchâtel, l'hôtel du Peyrou avec ses jardins, construit entre 1765 et 1768 par le Bernois Erasmus Ritter, est l'une des demeures les plus représentatives parmi les nombreuses maisons de cette époque.
Fribourg et le Valais sont plutôt influencés par le style alémanique, comme à Fribourg la maison de ville (1730) et la chancellerie (1737) de Hans Fasel, architecte de la Ville et, à Sion, l'hôtel de ville (1660) et l'hôpital (1768). À Loèche, la maison du baron de Werra comporte une cour d'honneur.

## XIXesiècle

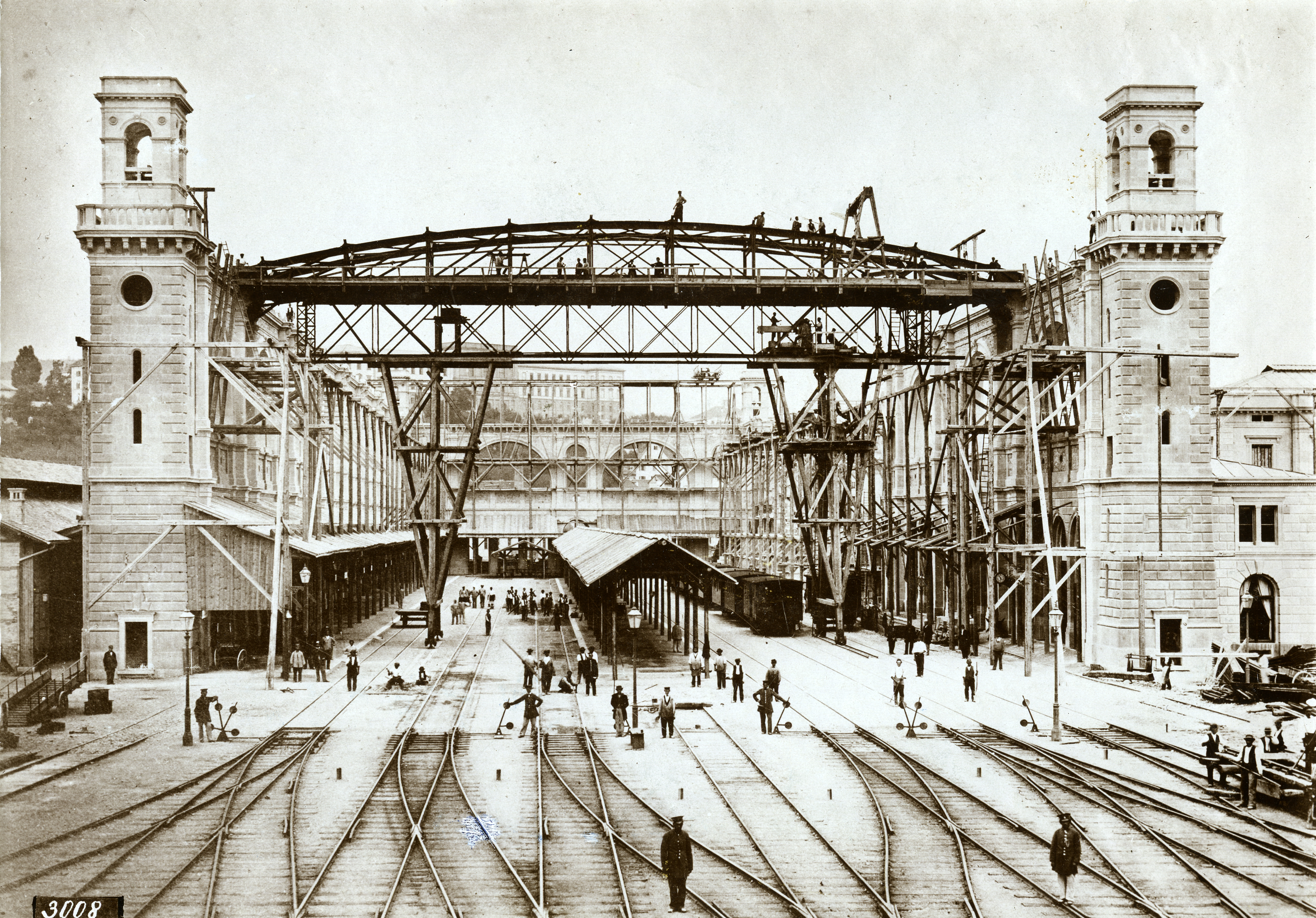
Construction de la grande halle de la gare centrale de Zurich en 1870

Au XIXe siècle, la révolution industrielle et technique de l'économie et des transports transforma les villes et le mode de vie : les enceintes autour de villes sont abattues à Berne en 1800, Zurich en 1833, à Genève en 1850, à Bâle en 1860 afin de faire face à l'exode de la population des campagnes vers les agglomérations naissantes et les nouveaux besoins de la société : ateliers, écoles, hôtellerie, moyens de transports municipaux. Le nouvel État fédéral (les barrières douanières cantonales tombent en 1848) créé de nouveaux défis aux métiers de la construction comme les bâtiments publics, la poste, le télégraphe, le chemin de fer, les routes de montagne et les ponts.
À la fin du XIXe siècle, la population de Bâle, Genève et Zurich dépassent les 100 000 habitants, ce sont désormais de grandes villes qui voient leur agglomération croître rapidement, les quartiers d'habitations et les industries s'éloignent du centre historique. Les transports urbains deviennent nécessaires, c'est le début du tramway. Sur l'emplacement des anciennes fortifications naissent des quartiers avec un nouvel urbanisme, des boulevards et des immeubles de grande dimension à l'exemple des grandes villes européennes (Paris, Berlin ou Vienne). Par exemple, la Bahnhofstrasse de Zurich ou la Ceinture fazyste de Genève. L'urbanisme est planifié au niveau des villes, mais aussi au niveau du territoire : Genève aura son plan d'extension en 1854, mais la première grande ville planifiée en 1834 est La Chaux-de-Fonds qui, à la suite d'un incendie qui détruisit entièrement la ville en 1794, sera reconstruite selon une nouvelle structure urbaine .

### Révolution industrielle et technique

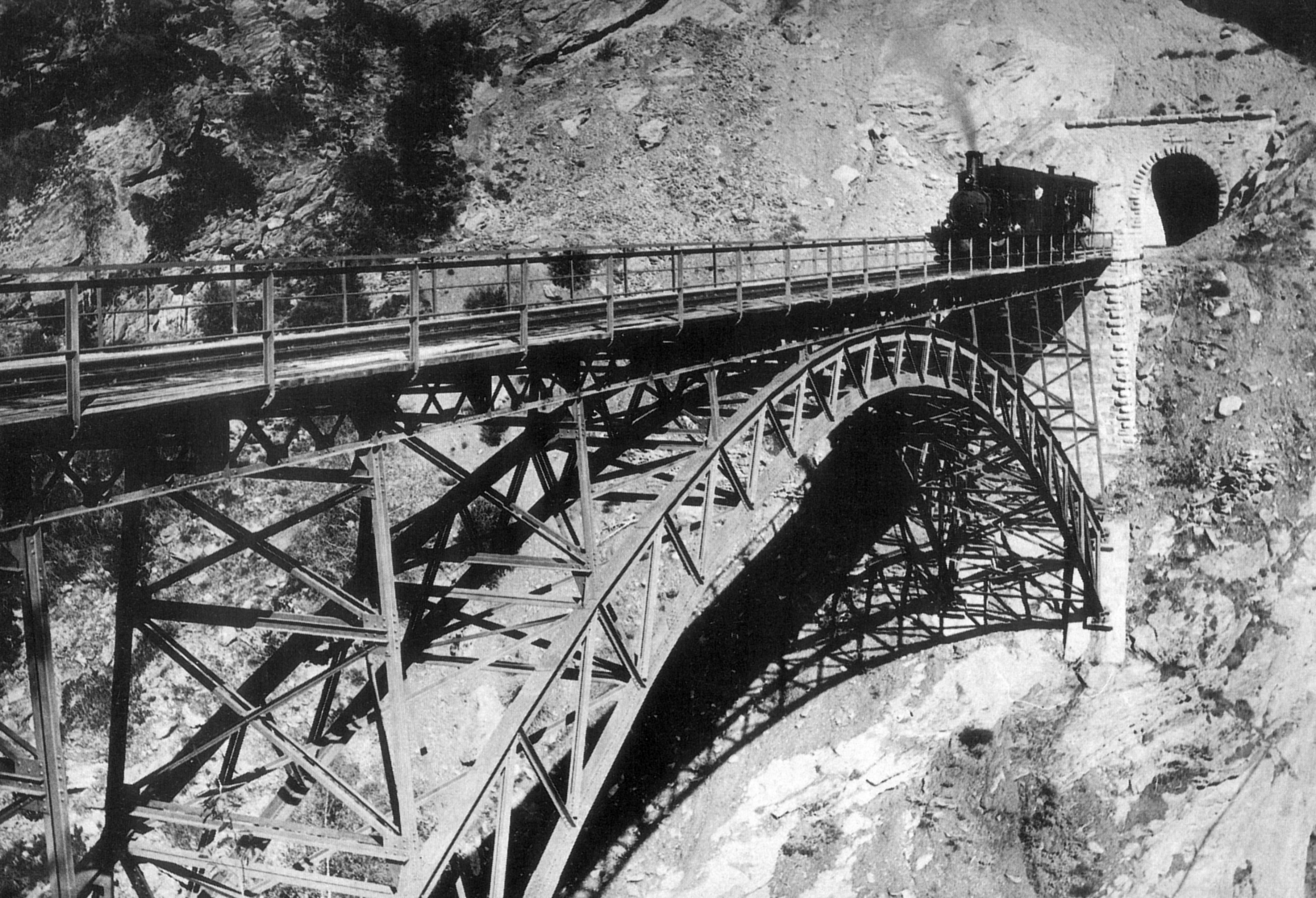
Viaduc de Mühlebach en 1891 sur la ligne Brig-Visp-Zermatt

Les ingénieurs sont une nouvelle élite. Guillaume-Henri Dufour, formé à l'École polytechnique de Paris sera le premier ingénieur cantonal de Suisse, à Genève, chargé de l'aménagement urbain, de transport, de l'approvisionnement en énergies et services (eau, éclairage au gaz) et des ponts. Il réalise en 1823 à Genève le premier pont suspendu à l'aide de câbles d'acier, le pont de Saint-Antoine. À Fribourg, le Français Joseph Chaley réalise le plus long pont suspendu de l'époque avec 273 mètres de longueur,.
Dès 1835 paraît une revue d'architecture, la Zeitschrift für gesamte Bauwesen éditée par une association d'ingénieurs et architectes, la Verein Schweizer und Deutscher Ingenieure und Architekten (Association des ingénieurs et architectes suisses et allemands) qui publie des articles avant-gardistes (toit-plat, béton, non-armé à l'époque et préfabrication). En 1837 est fondée la Gesellschaft schweizerischer Ingenieure und Architekten qui deviendra la Société suisse des ingénieurs et des architectes (SIA) éditrice des normes SIA.
La question d'une haute école d'architecture en Suisse se pose dès 1798. En 1833, une chaire de mathématique appliquée et d'architecture est affiliée à l'université de Zurich. Sous l'impulsion de Alfred Escher, la première école fédérale qui comprenait une section pour les architectes et une pour les ingénieurs, le Polytechnicum de Zurich est inauguré en 1855 et formera, notamment, les ingénieurs pour la construction du chemin de fer, des routes et ponts telle que la construction des chemins de fer rhétiques entre 1886 et 1914

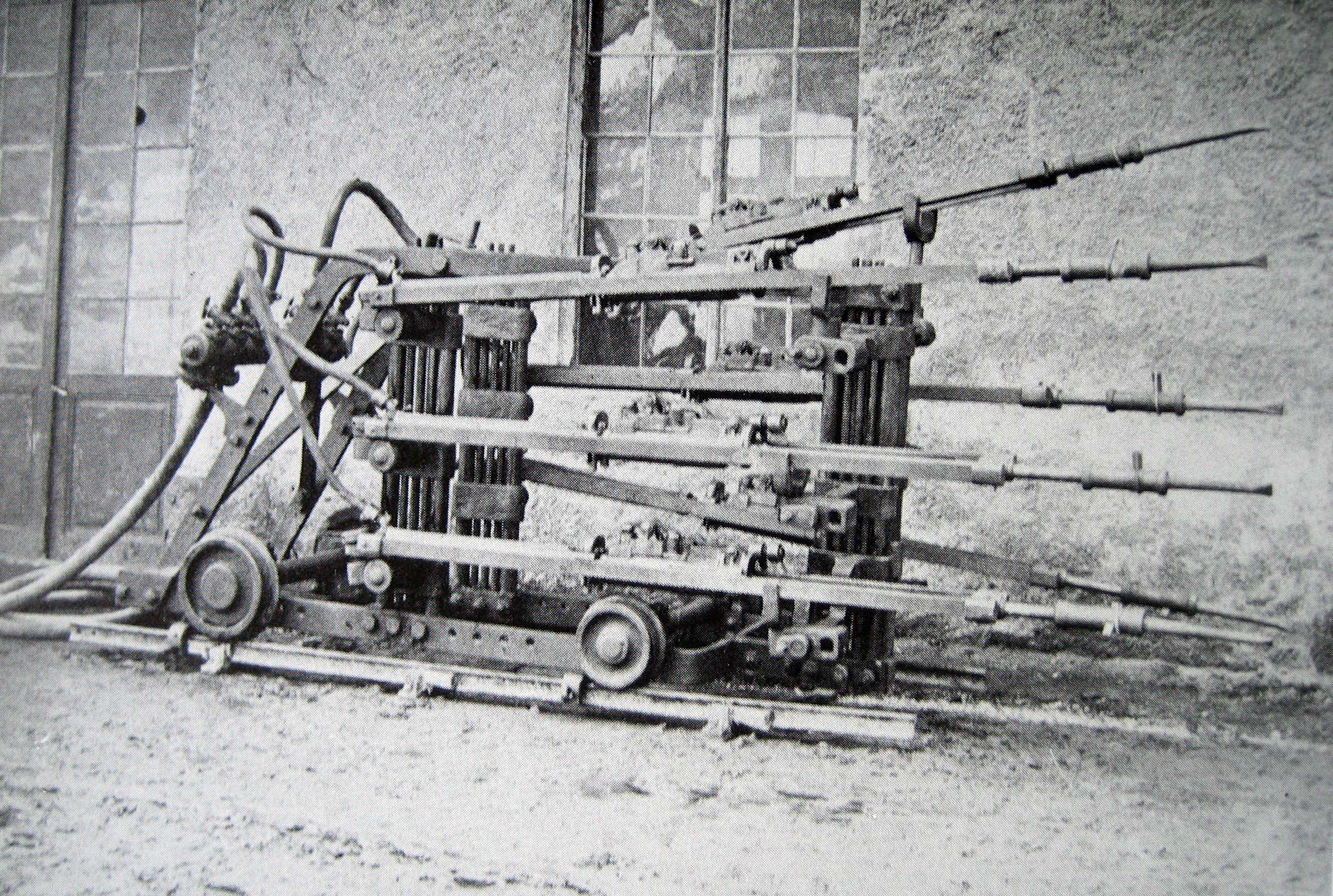
Foreuse à air comprimé pour le percement des tunnels

La construction des chemins de fer en Suisse occupe de nombreux ingénieurs suisses et étrangers (Alois von Negrelli et Jean Gaspard Dollfuss par exemple) pour la construction des ponts et tunnels rendus nécessaire par la géographie de la Suisse. L'ingénieur genevois Jean-Daniel Colladon invente des machines à air comprimé pour le creusement des longs tunnels : les tunnels du Gothard, 15 km, (1872 - 1881) et du Simplon, 19,803 km, (1898 - 1905).
L'École spéciale de Lausanne, école privée, voit le jour en 1853. Elle devient, en 1946, la deuxième haute école fédérale, l'École polytechnique fédérale de Lausanne.
Karl Culmann donne les premiers cours de statique graphique (appliqué au fer) au Polytechnicum de Zurich et on lui doit également la fondation en 1880 du Laboratoire fédéral d'essai des matériaux et de recherche (EMPA). Maurice Koechlin, élève de Culmann, participera comme concepteur et principal collaborateur de Gustave Eiffel à la construction de la tour Eiffel à Paris. De nombreux ponts métalliques sont réalisés par l'ingénieur cantonal vaudois Louis Gonin et Beat Gubser réalisera le pont de Schwartzwasser.
Gottfried Semper est le premier professeur d'architecture au Polytechnicum de Zurich entre 1855 et 1871. L'école a une réputation internationale de haut niveau et de nombreux étrangers s'y inscrivent,. Le secteur du bâtiment public est marqué par son style néoclassique qui contribua à la création du style national.

### Néoclassicisme et historicisme

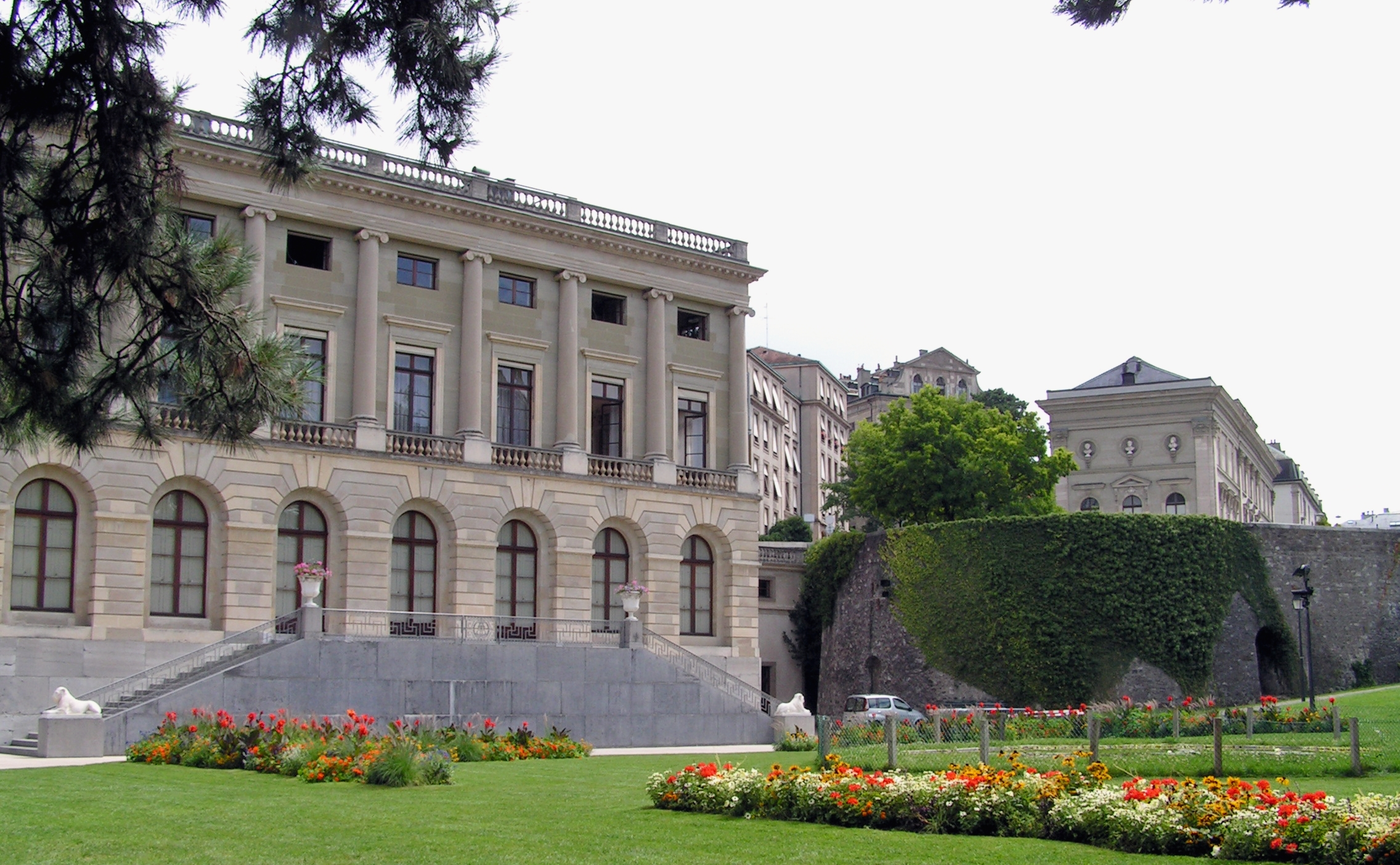
Palais Eynard (1817-1821) à Genève

À partir de 1800, la construction de bâtiments publics tels qu’écoles, hôpitaux, musées, postes, bâtiments cantonaux et bâtiments fédéraux est souvent confiée aux architectes « académiques » ayant suivi les écoles réputées d'Europe. Les architectes académiques suisses vont se former à l'École des Beaux-Arts de Paris, pour les francophones (par exemple Samuel Vaucher), et à l'Académie de Friedrich Weinbrenner de Karlsruhe pour les germanophones (par exemple Melchior Berri), mais aussi à Munich, Berlin, et Milan. Ils voyagent en Italie et Grèce pour s'inspirer de l'Antiquité, leur architecture est sobre, bien proportionnée et comporte peu d'éléments décoratifs. Ils construisent, par exemple, de grandes villas classicistes.

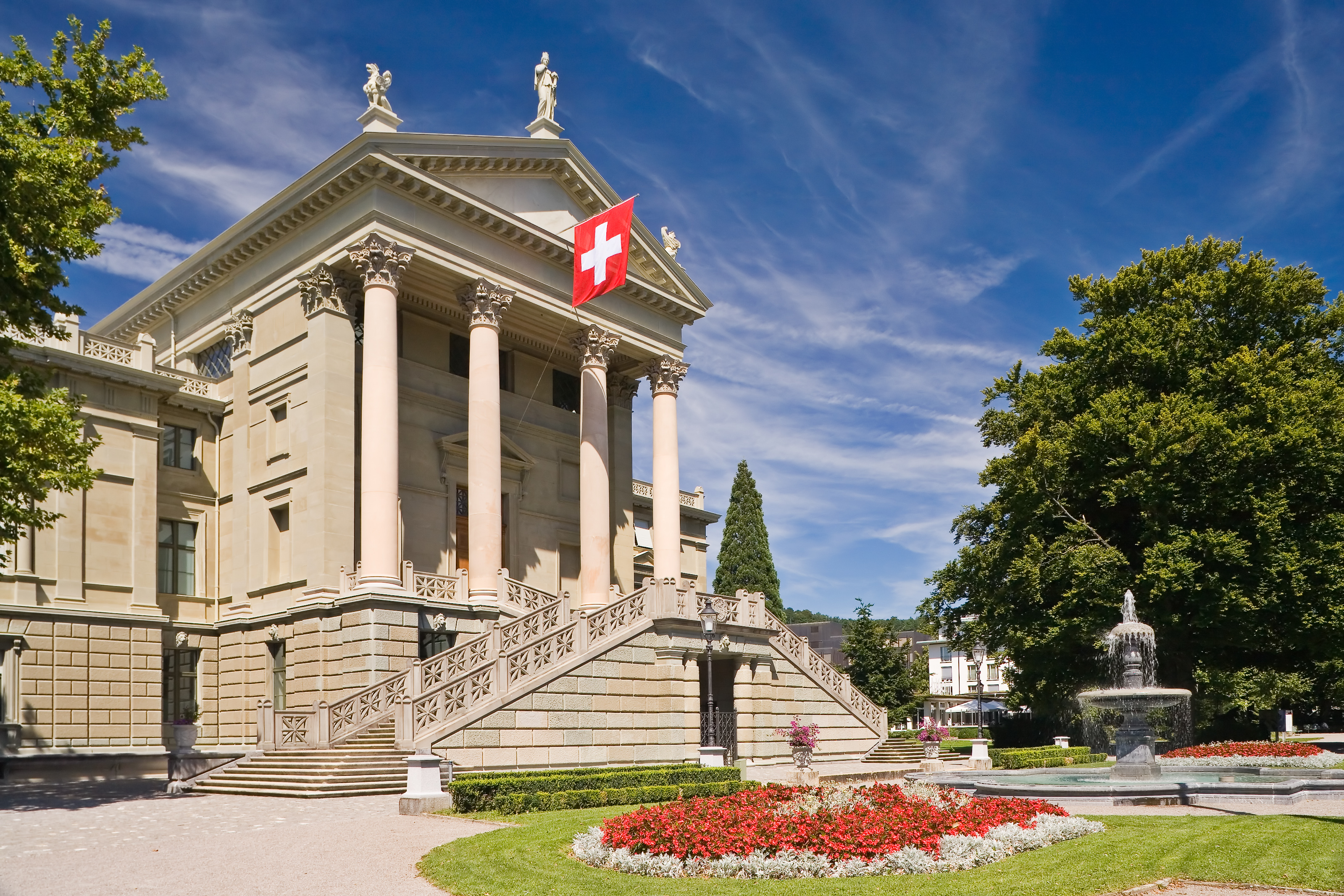
Hôtel de Ville de Winterthour (1864 - 1870) par Gottfried Semper

Quelques architectes représentatifs : Melchior Berri (1801-1854), Felix Wilhelm Kubly (1802-1872), Johann Christoph Kunkler (1813-1898), Henri Perregaux (1785-1850), Ferdinand Stalder (1813-1870), Samuel Vaucher (1798 - 1877), Gustav Albert Wegmann (1812-1858) et Leonhard Zeugheer (1812-1866).
Quelques bâtiments représentatifs : le palais Eynard (1817-1821) à Genève, le musée Rath (1824-1826) à Genève par Samuel Vaucher, la Corraterie (1827-1828) à Genève par Samuel Vaucher et Guillaume Henri Dufour, le siège du Grand conseil à Aarau (1826-1828) par Franz Heinrich Hemman, l'Arsenal (1838-1841) et l'école cantonale de Saint-Gall (1851-1856) par Felix Wilheim Kubly, Le centre communal de Glaris (1837-1839) par Carl Ferdinand von Ehrenberg, l'École cantonale de Zurich (1839-1842) par Gustav Albert Wegmann, le siège du Parlement cantonal de Lucerne (1841-1843) et le musée de l'Augustinergasse (1845-1849) à Bâle par Melchior Berri, le palais fédéral aile ouest (1852-1857), à Berne par Friedrich Studer.

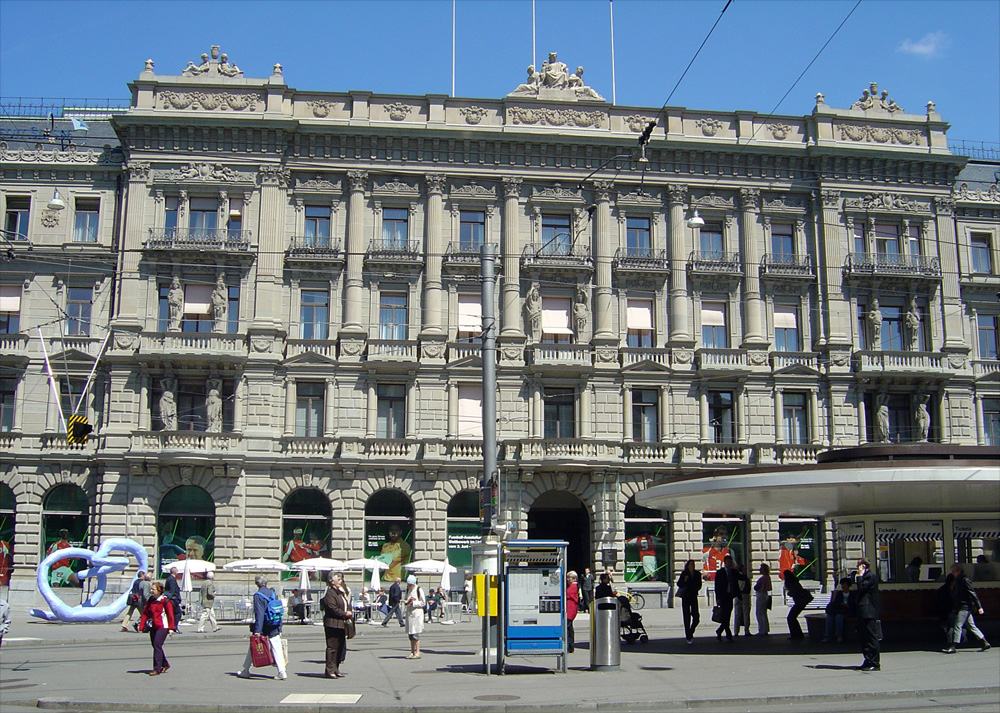
Bâtiment du Crédit suisse (1873-1876), Paradeplatz, Zurich par Jakob Friedrich Wanner

À partir de 1855, Gottfried Semper, avec le Polytechnicum de Zurich, contribua à la diffusion en Suisse de l'historicisme qui devint un style national, aussi appelé « style républicain » avec la construction, notamment, des bâtiments officiels ou fédéraux choisis pour certains sur concours d'architecture. Les grands hôtels, les théâtres et les salles de concert, avec des formes issues de la renaissance tardive et du baroque, seront d'un historicisme d'inspiration française ou diverses : Néorenaissance pour le bâtiment de l'École polytechnique de Zurich, néogothique pour le Musée national suisse ou néobaroque pour la gare centrale de Zurich.
Quelques architectes représentatifs : Hans Wilhelm Auer (1847-1906), John et Marc Camoletti (1848-1894 / 1857 - 1940), Horace Édouard Davinet (1839-1922), Theodor Gohl (1844-1910), Gustav Gull (1858-1942), Benjamin Recordon (1845-1938), Gottfried Semper (1803-1879), Jakob Friedrich Wanner (1830-1903).
Quelques bâtiments représentatifs : le bâtiment principal de l'école polytechnique fédérale de Zurich (1858–1864) et l'hôtel de ville de Winterthour (1864-1870) par Gottfried Semper, la gare centrale de Zurich (1865-1871) et le bâtiment du Crédit suisse (1873-1876) sur la Paradeplatz à Zurich par Jakob Friedrich Wanner, le Grand Hôtel Schreiber (1874-1875) sur le Rigi Kulm par Édouard Davinet, l'ancien Tribunal fédéral (1882-1886) à Lausanne par Benjamin Recordon, la poste principale de Genève (1890-1892) par John et Marc Camoletti, le musée national suisse (1892-1898) par Gustav Gull, le palais fédéral (1894-1902) par Hans Wilhelm Auer,.

### Jugendstil
L'Art nouveau (Jugendstil en allemand), mouvement artistique international d'avant-garde qui s'est développé entre 1880 et 1914 dans toutes les grandes villes d'Europe en réaction aux écoles académiques, existe en Suisse avec le style sapin de La Chaux-de-Fonds. C'est une ville horlogère et l'Art nouveau a été amené par les représentants de commerce et patrons horlogers. Le style sapin, qui prend naissance à l’École d’art de La Chaux-de-Fonds sous l’impulsion de Charles L'Eplattenier, est propre à la région des montagnes neuchâteloises, inspiré de la faune et de la flore jurassiennes, susceptible de s’adapter à l’industrie horlogère, à l’architecture et aux objets quotidiens. Charles-Édouard Jeanneret (Le Corbusier) fit ses premières études dans cette école (initiation à la nature) et apporta sa contribution à la villa Fallet en 1906.
On trouve dans quelques autres villes et surtout à Genève des exemples d'immeubles Art Nouveau : le no 2 de la rue Pictet-de-Rochemont (1906) par Édouard Chevallaz, le no 7 de la rue Pictet-de-Rochemont (Maison des Paons, 1902-1903) par Eugène Cavalli et Ami Golay et le no 8 de la rue Pictet-de-Rochemont (Maison des Pans).
Le mouvement Art nouveau suscite la création du Heimatschutz dont l'action vise à préserver les caractères pittoresques du patrimoine architectural, urbain et paysager.

## XXesiècleet période contemporaine

### Moderne

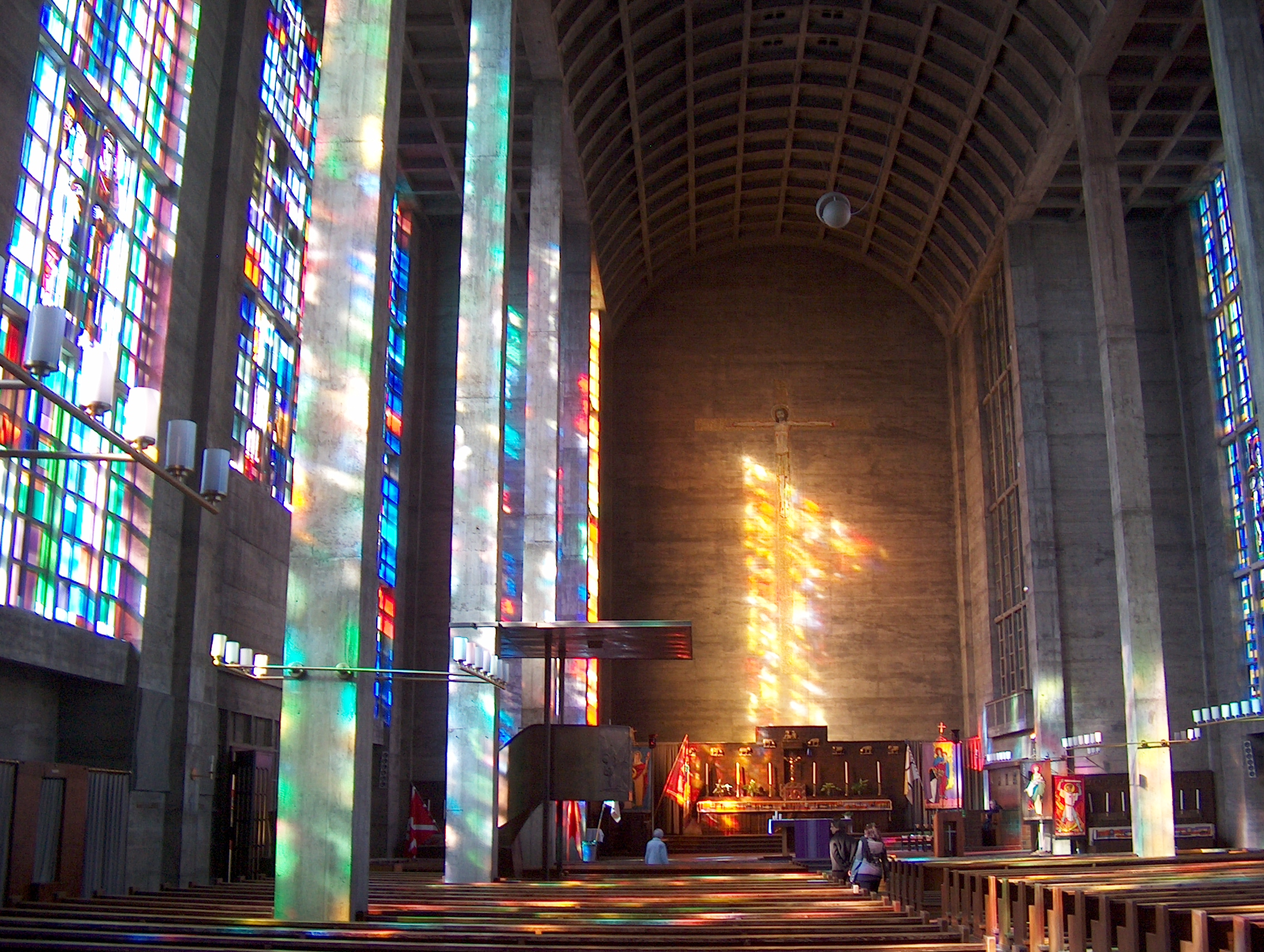
Église Saint-Antoine de Bâle (1925-1927) par Karl Moser

Le Corbusier, architecte originaire de La Chaux-de-Fonds est l'un des principaux représentants du mouvement moderne travaillant en France, il sera actif dans le monde entier. En Suisse, à ses débuts, il a construit quelques villas entre 1905 et 1916 (villa Jeanneret-Perret et villa Schwob notamment). Puis, en 1923, la villa Le Lac, une petite maison pour ses parents et, en 1931 l'immeuble Clarté à Genève. Avec la villa Le Lac il expérimente trois de ses Cinq points de l'architecture moderne : Le plan libre, la fenêtre en bande, ici une fenêtre de 11 mètres de longueur, préfigurant la villa Savoye.
Organisé par Le Corbusier, Hélène de Mandrot, et Sigfried Giedion le tout premier congrès international d'architecture moderne (CIAM), s'est constitué en Suisse au château de La Sarraz en juin 1928, par un groupe de 28 architectes européens. Le Corbusier publie, sur la base des conclusions du CIAM IV en 1933, la Charte d'Athènes qui est le texte fondateur de l'architecture et de l'urbanisme moderne dite du style international.

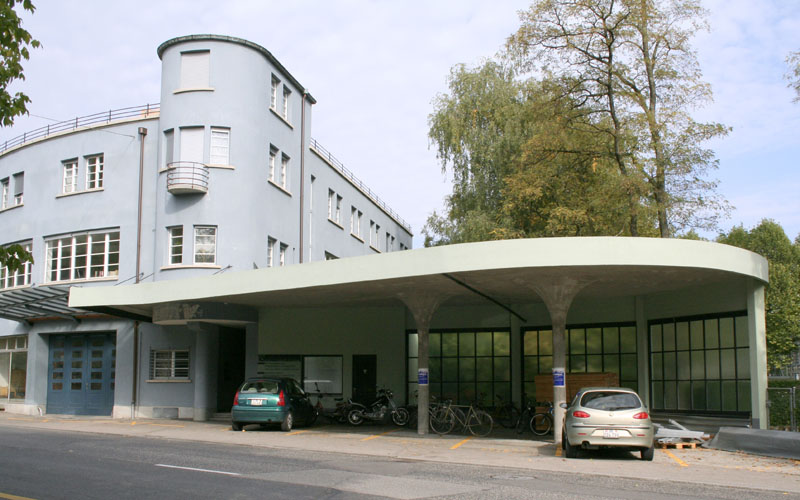
Garage à Bienne (1928-1929)

L'ingénieur Robert Maillart (1872-1940) est innovateur dans les techniques de béton armé. Il réalise des ouvrages remarquables, comme le pont de Salginatobel (1930) avec un arc à triple articulation ou pour le bâtiment avec des dalles champignon pour le dépôt fédéral de céréales à Altdorf (1912).

### Urbanisme et logement

#### La croissance des villes

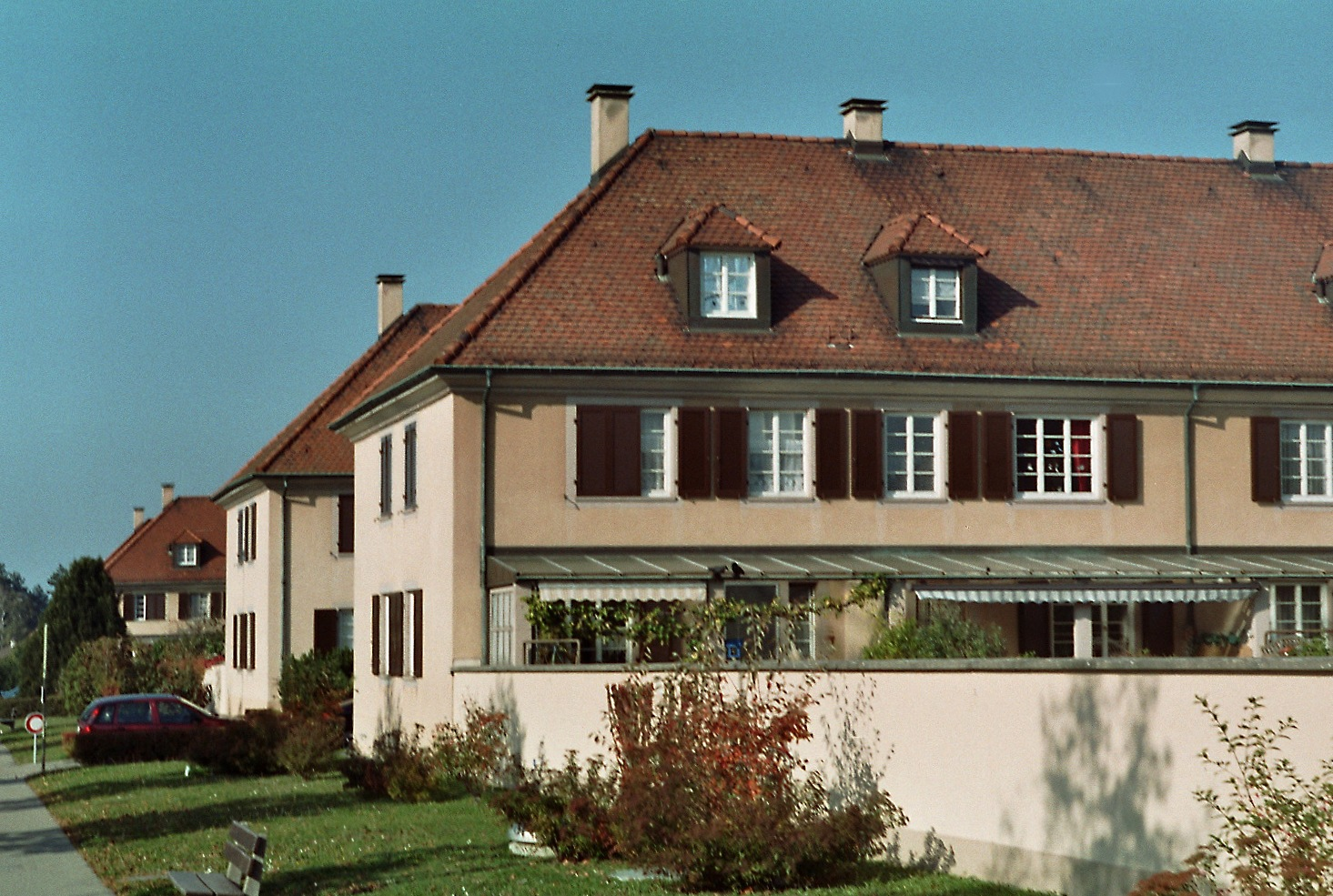
Le lotissement Freidorf (1919-1921) à Muttenz, près de Bâle

Dans les années 1910, la population quitte les campagnes pour se rendre en ville, les logements sont à la limite de l'insalubrité. Hans Bernoulli (1876-1959) introduit l'urbanisme en Suisse avec une présentation comparée de vingt villes. Le mouvement ouvrier fonde des coopératives afin de créer des logements ouvriers basés sur le modèle du Werkbund : une maisonnette avec jardin. Le modèle économique réaliste sera la maison mitoyenne à deux ou trois étages et jardin. Par exemple, le lotissement Freidorf (1919-1921) à Muttenz est la synthèse entre l'idéal de la cité-jardin et le mouvement coopératif réalisé par Hannes Meyer (1889-1954), directeur du Bauhaus entre 1928 et 1930.

#### Les trente glorieuses – lescités satellites

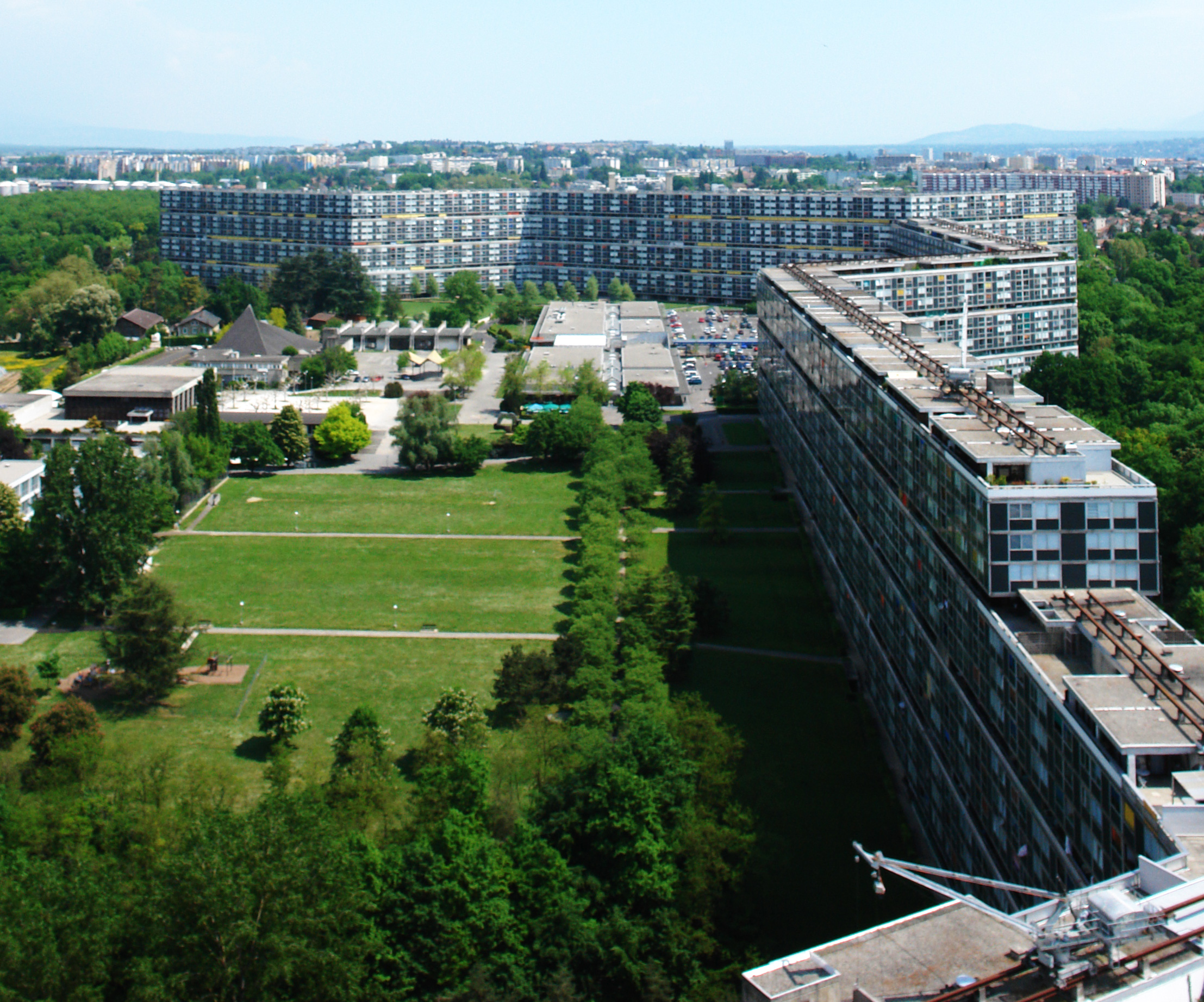
La cité du Lignon

La période entre 1945 et 1975 est marquée par un fort développement économique. Les travailleurs immigrés affluent et les besoins en nouveaux logements augmentant, des cités satellites sont construites en banlieues des grandes villes : Le Lignon (1962-1971), cité de Meyrin en périphérie de Genève ou les quartiers à Berne-ouest (1958-1968). Georges Brera construit la station d'épuration des eaux usées d'Aïre (Genève) en 1967.
La Cité Halen (1957-1961) par l'Atelier 5, près de Berne est un exemple de maisons individuelles contiguës en terrasse pour la classe moyenne.

### Contemporaine
Au début du XXIe siècle de nombreux architectes suisses ont une réputation internationale : Mario Botta, Diener & Diener, Gigon Guyer, Herzog & de Meuron, Peter Zumthor entre autres. Certains, comme Bernard Tschumi, font leur carrière à l'étranger.

## Patrimoine

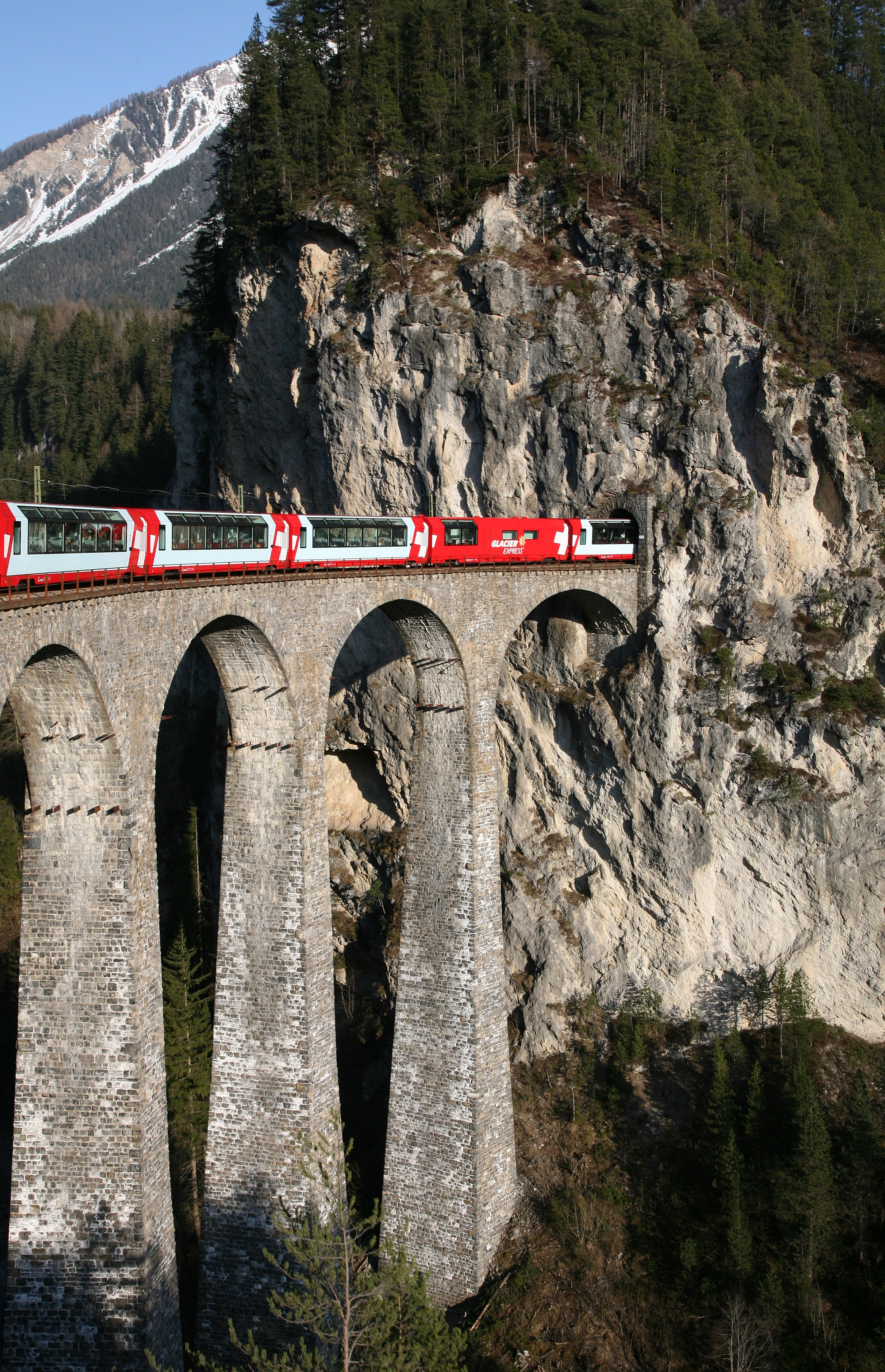
Viaduc de Landwasser

La notion de protection du patrimoine apparaît dès la fin du XIXe siècle. Le tourisme est en plein essor et les nouveaux hôtels et chemins de fer de montagne sont critiqués, des personnalités du monde littéraire et des arts s'insurgent contre l'excès de réclames publicitaires, la démolition de bâtiments historiques et la modernisation des vieilles villes. Ces critiques et le combat mené contre la démolition d'une partie des remparts de Soleure (Turnschanze) sont à l'origine de la création de la société Heimatschutz (Patrimoine suisse).
Quelques-unes de ses actions ont été la lutte contre la construction du chemin de fer à crémaillère du Cervin, contre plusieurs usines hydrauliques ou pour la conservation des chutes du Rhin et du lac de Sils ainsi que, plus tard, l'opposition à la construction de certains tronçons d'autoroutes ou le refus de voir s'installer la place d'armes prévue à Rothenthurm. La société Patrimoine suisse décerne chaque année le prix Wakker à une commune distinguée dans le domaine de la conservation du patrimoine. Son engagement est la préservation des monuments historiques de différentes époques, mais également l'encouragement pour une architecture moderne de qualité dans le cadre des nouvelles constructions.
Les sites culturels en Suisse faisant partie du patrimoine mondial de l'UNESCO sont au nombre de huit : en 1983, sont admis la vieille ville de Berne, l'abbaye de Saint-Gall et le couvent bénédictin Saint-Jean-des-Sœurs à Müstair. Ce seront jusqu'en l'an 2000 les seuls sites jusqu'à l'ajout des trois châteaux de Bellinzone puis de Lavaux, vignoble en terrasses en 2007 comme exemple exceptionnel de l’interaction entre les hommes et leur environnement. S'y ajoute encore, en 2008, le Chemin de fer rhétique dans les paysages de l’Albula et de la Bernina avec ses nombreux ouvrages d'art, ponts et tunnels comme le viaduc de Landwasser. En 2009 La Chaux-de-Fonds et Le Locle sont inscrits comme urbanisme horloger, puis, en 2011, sont admis 111 sites palafittiques préhistoriques autour des Alpes dont 56 sont situés sur les bords de lacs, cours d'eau et marécages de quinze cantons suisses.